# インドネシア

インドネシア共和国
Republik Indonesia

国の標語：Bhinneka Tunggal lka 
古ジャワ語: 多様性の中の統一
国歌：Indonesia Raya（インドネシア語）
偉大なるインドネシア

インドネシア共和国（インドネシアきょうわこく、インドネシア語: Republik Indonesia）、通称インドネシアは、東南アジア南部に位置する共和制国家である。5,110kmと東西に非常に長く連なり、赤道にまたがる地域に1万7000を超える島嶼を抱える、世界最大の群島国家である。首都はジャカルタで、同国を構成する島の一つであるジャワ島に位置する。

## 概要
インドネシアは、世界レベルの人口比率を誇る国家であり、住民はイスラム教徒が多数を占めている。島嶼国家であるため、その広大な領域に対して陸上の国境線で面しているのは、ティモール島における東ティモール、カリマンタン島（ボルネオ島）におけるマレーシア、ニューギニア島におけるパプアニューギニアの3国だけである。海を隔てて近接している国家は、パラオ、インド（アンダマン・ニコバル諸島）、フィリピン、シンガポール、オーストラリアなど。南シナ海南部にあるインドネシア領ナトゥナ諸島はインドシナ半島や領有権主張が競合するスプラトリー諸島と向かい合う。  
選挙で峻厳に選ばれた存在から成る立法府を持つ大統領制の共和国として成立されており、国土は38の州で構成されていて、その内の9つの州が特別自治権を有している。首都であると同時に最大都市であるジャカルタは、世界2位に数え上げられる人口の多い都市部となっている。
インドネシア列島は、少なくとも7世紀から世界の交易における重要な地域であり、構成する島嶼の一部であるスマトラ島のスリヴィジャヤ王国と後にジャワ島のマジャパヒト王国が中国大陸本土やインド亜大陸の国々と交易を行っていた。地元の支配者たちは何世紀にも亘って外国からの様々な文化・宗教的影響を受けながらもこれを糧としつつ、ヒンドゥー教と仏教を主体とする君主制国家の建国を実現させ、その国家の存在はこれらの宗教の繁栄にも繋がることとなった。やがて、スンニ派の商人やスーフィーの学者が後に同地へイスラム教を伝来させ、大航海時代にはヨーロッパの列強がマルク諸島での貿易独占目的で戦争を勃発させた。3世紀半に亘るオランダの植民地支配の後、同地域は1945年8月17日付で現在のインドネシアとして独立を宣言するに至った。独立以来、同国は民主化や急速な経済成長と共に、分離主義、汚職、自然災害などの課題に直面し続けて来ている。
インドネシアの社会は何百もの民族および言語グループで構成されており、最大の民族集団はジャワ人である。国家のアイデンティティーは、国語、文化的および宗教的多元主義、植民地主義の歴史、およびそれに対する反乱によって定義される標語 Bhinneka Tunggal Ika の下で統一されている。人口は2億8000万人を超える世界第4位の規模であり、また世界最大のムスリム人口を有する国家としても知られている。同国の一部であり中心地ともなっているジャワ島は人口が世界で最も多い島であり、この島には国の人口の半分以上が存在している。国の公用語はインドネシア語である。
そして人口が多く人口密度の高い地域であるにも拘らず、広大な原生地域が存在しており、世界で最も高いレベルの生物多様性を支える特徴点が挙げられる。
新興工業国であるインドネシアの経済は、名目GDPで世界第16位、PPPで第7位にランクされている。
世界第3位の民主主義国家であり、世界情勢における中堅国である当該国は、国際連合（UN）、世界貿易機関(WTO)、G20、MIKTA、BRICSなどに代表される幾つかの多国間組織のメンバーであり、東南アジア諸国連合 (ASEAN) 、東アジアサミット(EAS）、アジア太平洋経済協力(APEC)、イスラム協力機構（OIC）および非同盟運動の創設メンバーでもある。また、ASEANの盟主とされ、ASEAN本部が首都ジャカルタにある。そのため、2009年以降はアメリカや中国など50か国あまりのASEAN大使がジャカルタに常駐しており、日本も2011年よりジャカルタにASEAN日本政府代表部を開設し、大使を常駐させている。現在も東南アジアから唯一G20に参加している。

## 国名
正式名称は Republik Indonesia （インドネシア語: レプブリク・インドネシア）、略称は RI（インドネシア語: エール・イー）。
公式の英語表記はRepublic of Indonesia、略称は Indonesia （[ˌɪndoʊˈniːziə] または [ˌɪndəˈniːʒə]）。
日本語表記はインドネシア共和国、略称はインドネシア。漢字表記は印度尼西亜、略称は印尼。
国名インドネシア（Indonesia）のネシア（nesia）は諸島を意味する接尾辞。ギリシャ語で島を意味するネソス (nesos) の複数形ネシオイ (nesioi) に由来する。オランダ領東インド時代の1920年代に定着した。

## 国旗
インドネシアの国旗は上部に赤、下部に白の2色で構成された長方形で、縦と横の比率が2:3である。モナコ公国の国旗と類似しているが、こちらは縦横比が4:5と異なる。
国章は、「ガルーダ・パンチャシラ」と呼ばれる。ガルーダはインド神話に登場する伝説上の鳥で、ヴィシュヌ神の乗り物と言われる。鷹のような図柄である。尾の付け根の羽毛は19枚、首の羽毛は45枚で、尾の羽毛は8枚、翼の羽毛は左右それぞれに17枚ずつあり、独立宣言をした1945年8月17日の数字を表している。

## 歴史
先史時代は、様々な出土品から石器時代と金属器時代の2つに大きく分けることができる。

### 石器時代
人類が使用する色々の道具を石器で作っていた時代である。なお当時は、石器のみではなく、竹や木からの利器や器具、道具が作られていた。この石器時代をさらに旧石器時代、中石器時代、新石器時代、巨大石器時代の4つに分けることができる。

### 王国時代

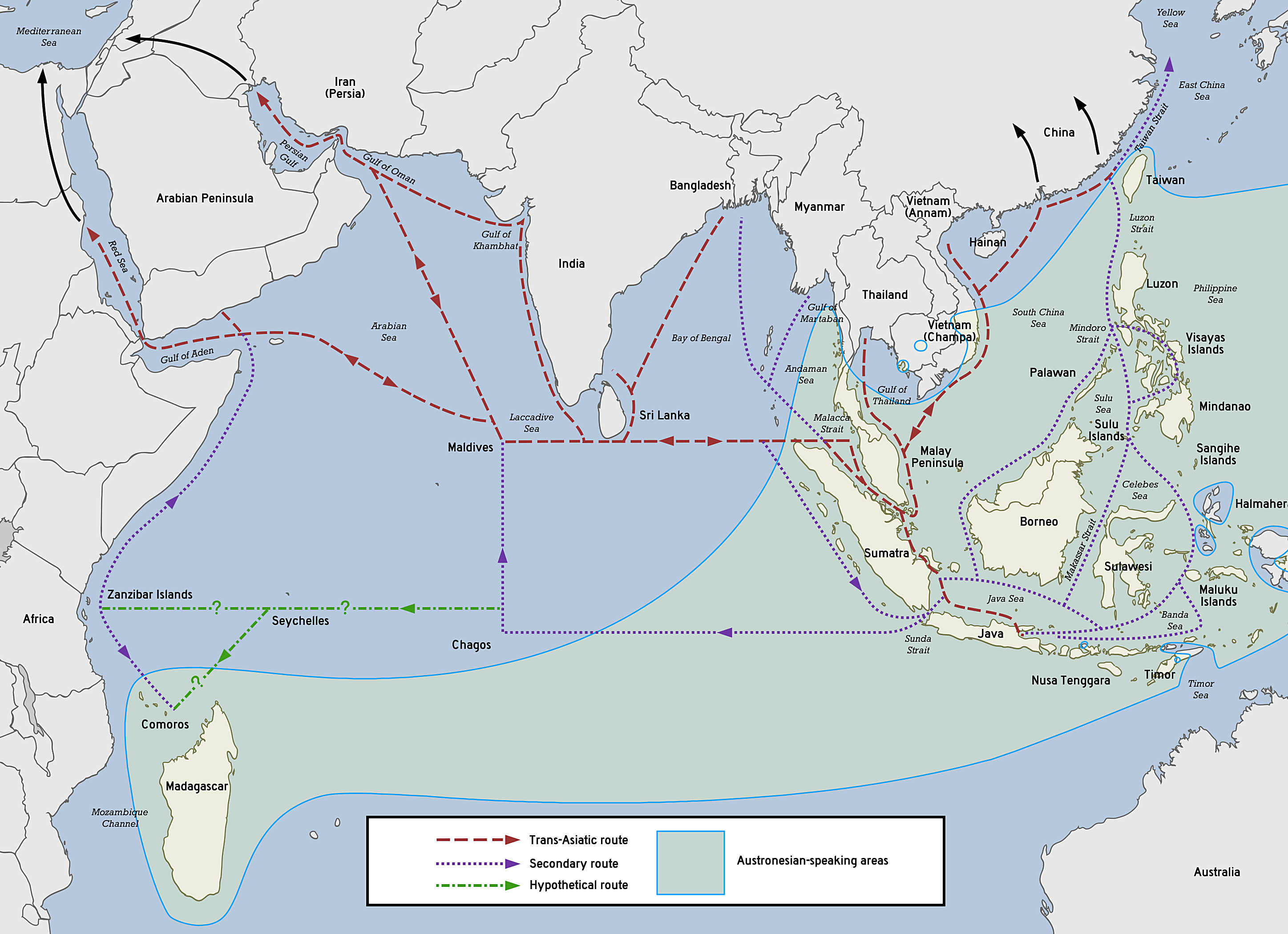
海のシルクロードは、インドとインドネシアを接続した。

オーストロネシア人は後にインドネシアとなる地域に住み 、紀元前1世紀ごろから来航するインド商人の影響を受けてヒンドゥー教文化を取り入れ、5世紀ごろから王国を建国していった。諸王国はインドと中国をつなぐ中継貿易の拠点として栄え、シュリーヴィジャヤ王国、シャイレーンドラ朝 、古マタラム王国、クディリ王国、シンガサリ王国、マジャパヒト王国などの大国が興亡した。12世紀以降はムスリム商人がもたらしたイスラム教が広まり、人々のイスラム化が進んだ。

### オランダ統治開始

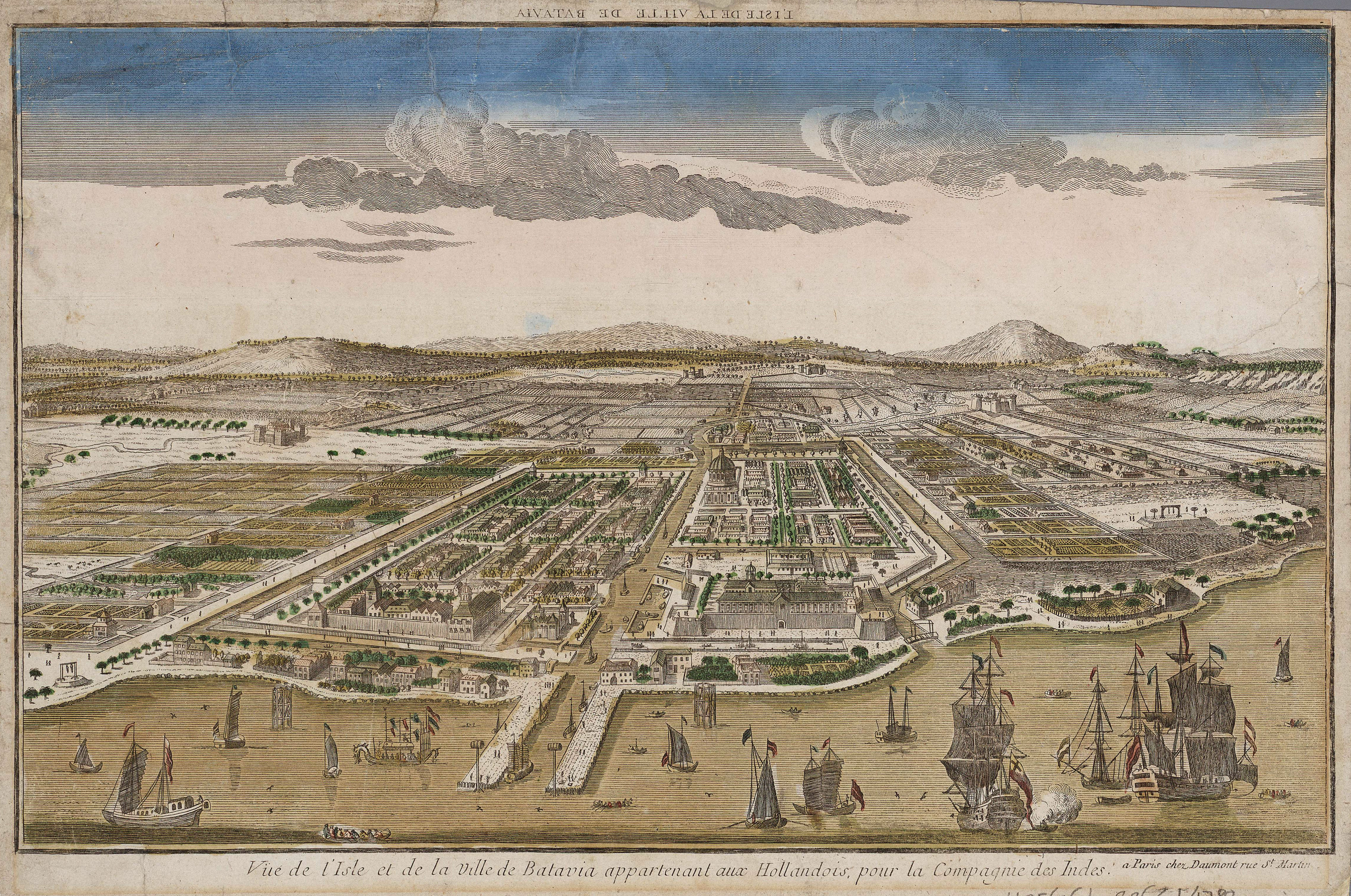
18世紀のバタヴィア

大航海時代の16世紀になると、香辛料貿易の利を求めてヨーロッパのポルトガル、イギリス（英国）、オランダが相次いで来航。17世紀にはバタヴィア（ジャカルタ）を本拠地としたオランダ東インド会社による覇権が確立された。
東インド会社により搾取され続けていたインドネシアであったが、オランダはインドネシアの民衆が結束しないよう、320種以上あった種族語をまとめた共通語を作ることを禁じた。また、一切の集会や路上で3人以上が立ち話することも禁止され、その禁止を破ると「反乱罪」で処罰された。オランダは一部の現地人をキリスト教に改宗させ優遇することで彼らに間接統治させたり、搾取をする経済の流通は華僑に担わせたりしていた。
オランダ人は18世紀のマタラム王国の分割支配によりジャワ島、19世紀のアチェ戦争によりスマトラ島のほとんどを支配するようになる。この結果、1799年にオランダ東インド会社が解散され、1800年にはポルトガル領東ティモールを除く東インド諸島の全てがオランダ領東インドとなり、ほぼ現在のインドネシアの領域全体がオランダ本国政府の直接統治下に入った。
ただし、オランダ（ネーデルラント連邦共和国）は1795年にフランス革命戦争でフランス軍に占領されて滅亡。バタヴィア共和国（1795年-1806年）、ホラント王国（1806年-1810年）と政体を変遷した。インドネシアは、1811年から1815年のネーデルラント連合王国建国まで英国領であった。
1819年、イギリスのトーマス・ラッフルズがシンガポールの地政学上の重要性に着目し、ジョホール王国の内紛に乗じてイギリス東インド会社の勢力下に獲得したことにオランダが反発。1824年に英蘭協約が締結され、オランダ領東インドの領域が確定した。
日本は南進論の影響もあり、1925年には田邊宗英らの発起の三ツ引商事などがスラバヤへ進出している。

### 独立運動
オランダによる過酷な植民地支配下で、20世紀初頭には東インド諸島の住民による民族意識が芽生えた。ジャワ島では、1908年5月20日にブディ・ウトモが結成され、植民地政府と協調しつつ、原住民の地位向上を図る活動に取り組んだ。設立日である5月20日は「民族覚醒の日」と定められている。
1910年代にはイスラームを紐帯とするサレカット・イスラームが東インドで大規模な大衆動員に成功し、1920年代にはインドネシア共産党が労働運動を通じて植民地政府と鋭く対立した。この地の民族主義運動が最高潮を迎えるのは、1927年のスカルノによるインドネシア国民党の結成と、1928年の『青年の誓い』である。
インドネシア国民党の運動は民族の独立（ムルデカ）を掲げ、『青年の誓い』では唯一の祖国・インドネシア、唯一の民族・インドネシア民族、唯一の言語・インドネシア語が高らかに宣言された。しかし、インドネシア共産党は1927年末から1928年にかけて反乱を起こしたことで政府により弾圧され、スカルノやハッタが主導する民族主義運動も、オランダの植民地政府によって非合法化された。スカルノらの民族主義運動家はオランダにより逮捕され、拷問を受けた末に長く流刑生活を送ることになり、以後の民族主義運動は冬の時代を迎えることになった。

### 日本軍政

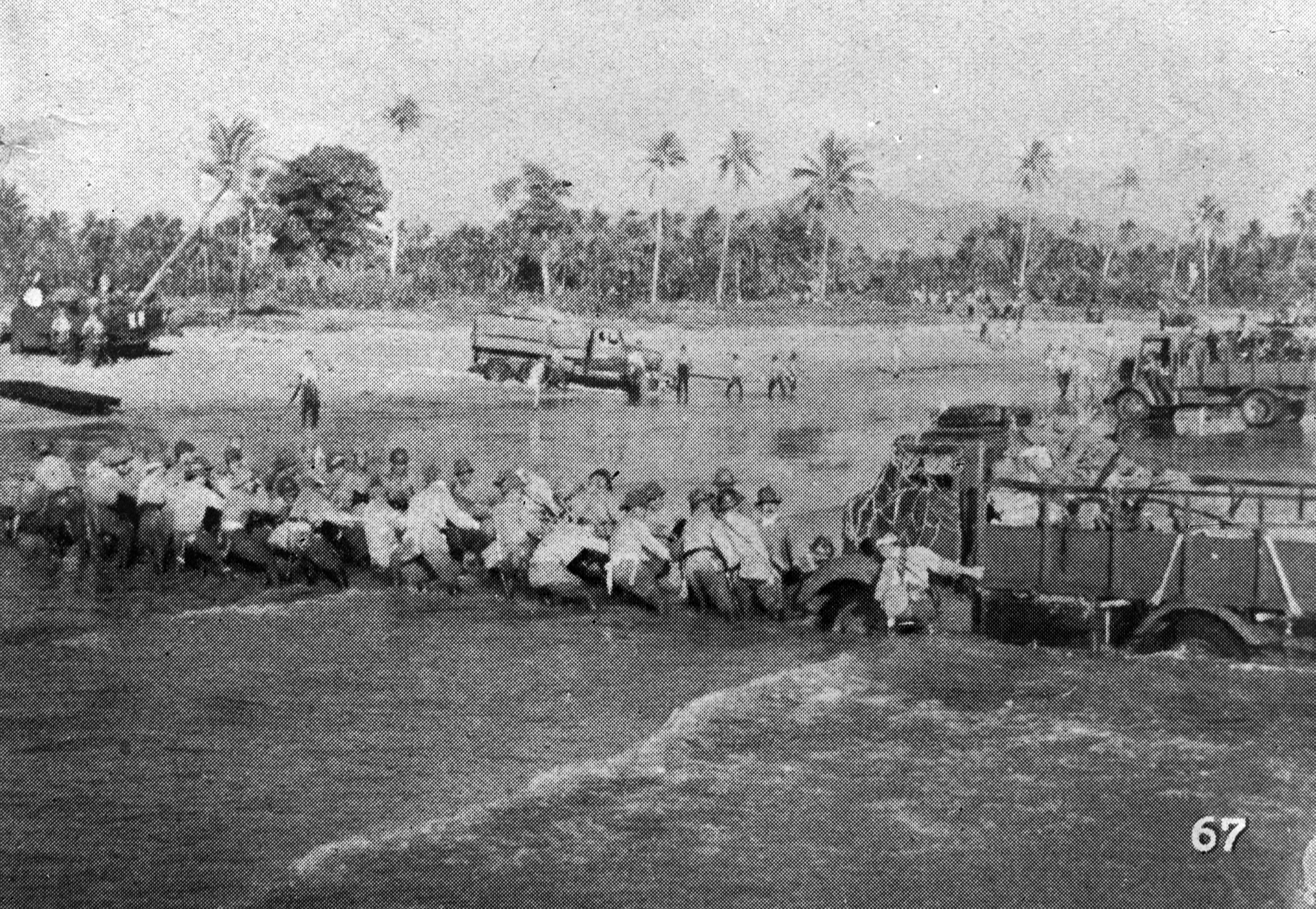
ジャワ島へ上陸する日本軍

1939年、ヨーロッパで第二次世界大戦が勃発。翌年、オランダ本国はナチス・ドイツに占領された（オランダにおける戦い (1940年)）。アジアでは、日中戦争激化に伴い英米は日本に対して厳しい態度で臨むようになり、オランダ植民地政府もいわゆる対日「ABCD包囲網」に加わった。1941年2月初め、日本は東南アジア地域を占領地とした場合を想定して、軍政を研究し始めた。陸軍参謀本部第一部の中に研究班が設けられ、南方占領地行政に関する研究が行われた。3月末、『南方作戦に於ける占領地統治要綱案』を始めとする一連の軍政要綱案が作成され、この研究をもとに同年11月20日付けの大本営政府連絡会議で、『南方占領地行政実施要綱』が策定された。この『実施要綱』の基本は、「占領地に対しては差し当たり軍政を実施し、治安の恢復、重要国防資源の急速獲得及び作戦軍の自活確保に資す」ことに置かれていた。そして、「国防資源取得と占領軍の現地自活の為、民生に及ぼさざる得ざる重圧は之を忍ばしめ、宣撫上の要求は右目的に反せざる限度に止（とど）むるものとす」とされていた。したがって独立運動に対しては「皇軍に対する信倚（しんい）観念を助長せしむる如く指導し、其の独立運動は過早に誘発せしむることを避くるものとす」とした。これが「東亜の解放」「英米の支配からの解放」をスローガンに、「大東亜共栄圏」の実現を主張した日本の本心でもあった。続く11月26日には、東南アジア占領地域についての陸軍と海軍の担当地域の取り決めである『占領地軍政実施に関する陸海軍中央協定』が定められ、蘭印地域のうち、スマトラ・ジャワ地域は陸軍担当、それ以外の地域については海軍担当とされた。
日本時間の1941年12月8日午前2時15分（真珠湾攻撃の約1時間前）、日本軍は英領マレー半島のコタバルに上陸し（マレー作戦）、太平洋戦争が開戦した。緒戦の南方作戦は日本軍の圧勝であり、翌1942年1月11日には今村均陸軍中将を司令官とする、日本陸軍第16軍の隷下部隊がタラカン島へ上陸し、蘭印作戦（H作戦）を開始。続く2月14日にはスマトラ島パレンバンに日本陸軍空挺部隊が降下して同地の油田地帯・製油所と飛行場を制圧。上述の「重要国防資源」たる南方大油田を掌握し、太平洋戦争の開戦目的を達成した。3月1日にはジャワ島に上陸、同月9 - 10日には蘭印の中枢であるバタビア（現：ジャカルタ）を占領し作戦は終了した。オランダ側を降伏させ上陸した日本軍をジャワ島の人々はジュンポール（万歳、一番よい）と最大限の歓迎で迎えた。
インドネシアにおける日本の軍政については、ジャワ島を3つに分ける省制度を廃止したほかは基本的にオランダ時代の統治機構を踏襲した。州長官に日本人を配置し、オランダ時代の王侯領には自治を認め、ジャカルタは特別市として州なみの扱いとした。軍政の実務は日本人の行政官が担い、州以下のレベルには地方行政はインドネシア人が担当した。同時に日本海軍はボルネオの油田を、日本陸軍はスマトラの油田を保有した。そして日本の統治は、オランダ植民地政府により軟禁され、流刑地にあったスカルノを救出して日本に協力させ、この国民的指導者を前面に立て実施された。スカルノは日本に対して懐疑心を抱いていなかったわけではなかったが、開戦前に受けたインドネシア独立に対するオランダの強硬な態度に鑑み、オランダの善意に期待できない以上、日本に賭けて見ようと考えたのであった。
教育制度に関して日本は、オランダが長年行ってきた愚民化政策を取りやめ、現地の人々に高等教育を施し、官吏養成学校、師範学校、農林学校、商業学校、工業学校、医科大学、商船学校などを次々開設して、短期間に10万人以上の現地人エリートを養成した。
1943年中盤以降、日本はアジア・太平洋地域における戦局悪化の趨勢を受けてジャワ、スマトラ、バリの現地住民の武装化を決定し、募集したインドネシア人青年層に高度の軍事教練を施した。それらの青年層を中心に、ジャワでは司令官以下の全将兵がインドネシア人からなる郷土防衛義勇軍（ペタ、PETA）が発足した。郷土防衛義勇軍は義勇軍と士官学校を合併したような機関で、38,000名の将校が養成され、兵補と警察隊も編成された。このような日本軍政期に軍事教練を経験した青年層の多数は、後のインドネシア独立戦争期に結成される正規・非正規の軍事組織で、中心的な役割を果たすことになった。
インパール作戦の失敗によって、ビルマ方面の戦況が悪化すると、日本は1944年9月7日には将来の独立を認容する『小磯声明』を発表。さらに1945年3月に東インドに独立準備調査会を発足させ、スカルノやハッタらに独立後の憲法を審議させた。同年8月7日スカルノを主席とする独立準備委員会が設立され、その第1回会議が18日に開催されるはずであったが、8月15日に日本が降伏したことによって、この軍政当局の主導による独立準備は中止されることとなった。

### 独立戦争

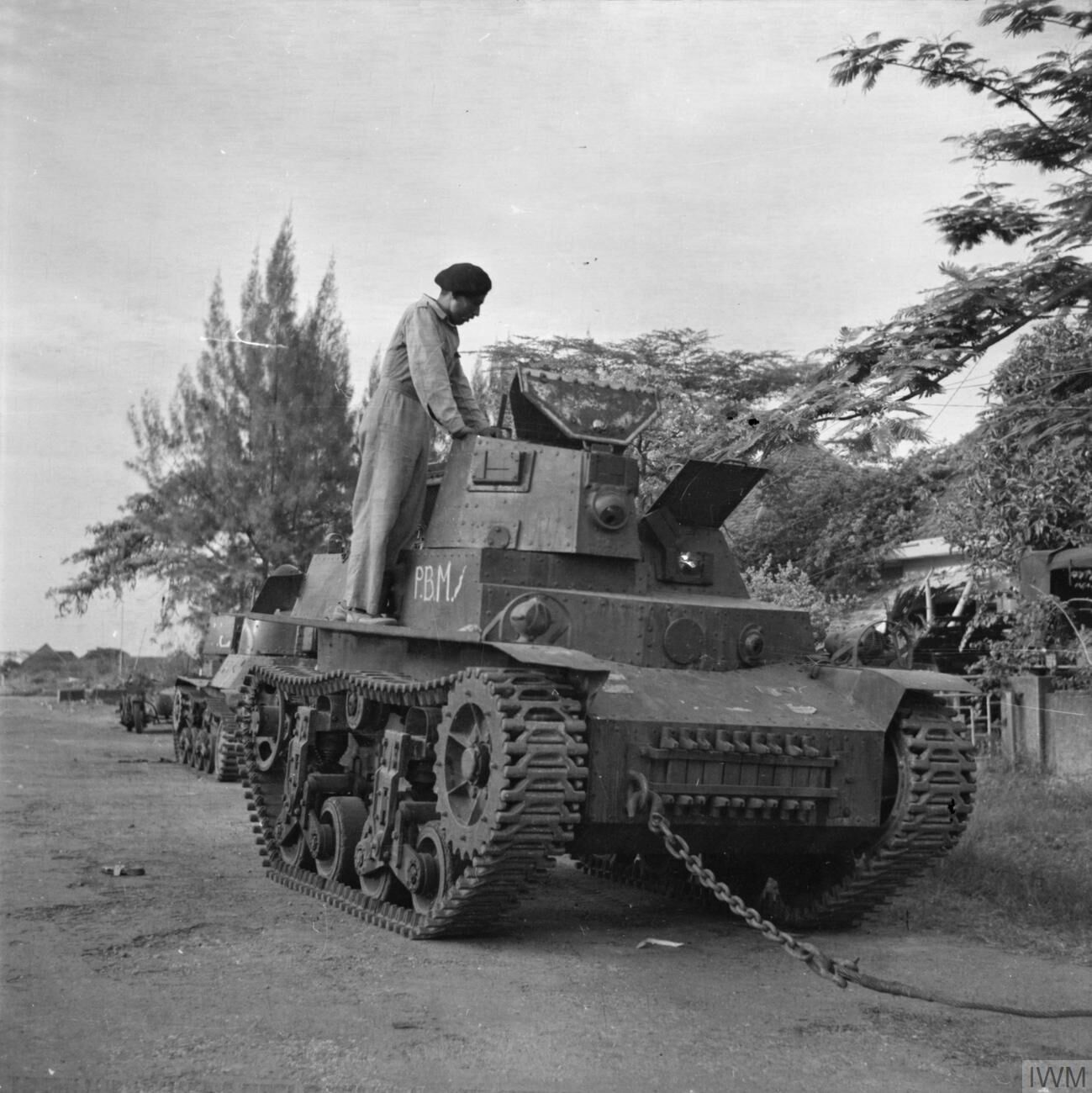
インドネシア人により使用された旧日本軍の軽戦車（米国製でオランダ軍よりの鹵獲品）

しかし、1945年8月15日に日本がオランダを含む連合国軍に降伏し、念願の独立が反故になることを恐れたスカルノら民族主義者は同17日、ジャカルタのプガンサアン・ティムール通り56番地でインドネシア独立宣言を発表した。独立宣言文の日付は皇紀を用いている。しかし、これを認めず再植民地化に乗り出したオランダと独立戦争を戦うことを余儀なくされた。インドネシア人の側は、外交交渉を通じて独立を獲得しようとする外交派と、オランダとの武力闘争によって独立を勝ち取ろうとする闘争派との主導権争いにより、必ずしも足並みは揃っていなかったが、戦前の峻烈な搾取を排除し独立を目指す人々の戦意は高かった。
独立宣言後に発足した正規軍だけでなく、各地でインドネシア人の各勢力が独自の非正規の軍事組織を結成し、日本の連合国軍への降伏後に多数の経験豊かな日本の有志将校がインドネシアの独立戦争に参加して武装化した。彼らは連合国軍に対する降伏を潔しとしない日本軍人の一部で、インドネシア側に武器や弾薬を提供した。これらの銃器の他にも、刀剣、竹槍、棍棒、毒矢などを調達し、農村まで撤退してのゲリラ戦や、都市部での治安を悪化させるなど様々な抵抗戦によって反撃した。この独立戦争には、スカルノやハッタら民族独立主義者の理念に共感し、軍籍を離脱した一部の日本人3,000人（軍人と軍属）も加わって最前列に立ってオランダと戦い（残留日本兵#蘭印（インドネシア））、その結果1,000人が命を落とした。しかしながら、インドネシアに数百年来住む華僑（中国人）の大部分はオランダ側に加担してインドネシア軍に銃を向けた。
他方で政府は第三国（イギリスやオーストラリア、アメリカ合衆国）などに外交使節団を派遣して独立を国際的にアピールし、また、発足したばかりの国際連合にも仲介団の派遣を依頼して、外交的な勝利に向けても尽力した。結果として、1947年8月1日に国際連合安全保障理事会で停戦および平和的手段による紛争解決が提示された。
独立戦争は4年間続き、オランダに対する国際的な非難は高まっていった。最終的に、共産化を警戒するアメリカの圧力によって、オランダは独立を認めざるを得なくなった。

### 独立承認
こうした武力闘争と外交努力の結果、1949年12月のオランダ-インドネシア円卓会議（通称、ハーグ円卓会議）で、オランダから無条件で独立承認を得ることに成功し、オランダ統治時代の資産を継承した。これによって国際法上、正式に独立が承認された。
しかし、この資産には60億ギルダーという膨大な対外債務（うちオランダ向け債務20億ギルダーについては、オランダが債務免除に同意した）も含まれており、財政的な苦境に立たされることとなる。その解決のために円卓会議の取り決めを一方的に破棄、外国資産の強制収容を行うなど強攻策をとり、さらには国連から脱退するなどスカルノ政権崩壊まで国際的な孤立を深めていくこととなる。
現在でも8月17日を独立記念日としており、ジャカルタを中心に街中に国旗を掲揚して様々なイベントを開催し、祝賀ムードに包まれることが恒例となっている。

### スカルノ時代

インドネシア初代大統領スカルノ

オランダからの独立後、憲法（1950年憲法）を制定し、議会制民主主義の導入を試みた。1955年に初の議会総選挙を実施、1956年3月20日、第2次アリ・サストロアミジョヨ内閣が成立した。国民党、マシュミ、NUの3政党連立内閣であって、インドネシア社会党（PSI）、インドネシア共産党は入閣していない。この内閣は5カ年計画を立てた。その長期計画は、西イリアン帰属闘争、地方自治体設置、地方国民議会議員選挙実施、労働者に対する労働環境改善、国家予算の収支バランスの調整、植民地経済から国民の利益に基づく国民経済への移行により、国家財政の健全化を図ることなどである。
しかし、民族的にも宗教的にもイデオロギー的にも多様で、各派の利害を調整することは難しく、議会制は機能しなかった。また、1950年代後半に地方で中央政府に公然と反旗を翻す大規模な反乱が発生し（ダルル・イスラム運動、セカルマジ・マリジャン・カルトスウィルヨの反乱、カハル・ムザカルの反乱、プルメスタの反乱）、国家の分裂の危機に直面した。
この時期、1950年憲法の下で権限を制約されていたスカルノ大統領は、国家の危機を克服するため、1959年7月5日、大統領布告によって1950年憲法を停止し、大統領に大きな権限を与えた1945年憲法に復帰することを宣言した。ほぼ同時期に国会を解散して、以後の議員を任命制とし、政党の活動も大きく制限した。スカルノによる「指導される民主主義」体制の発足である。この構想は激しい抵抗を受け、中部・北・南スマトラ、南カリマンタン・北スラウェシのように国内は分裂した。ついに、スカルノは全土に対し、戒厳令を出した。
スカルノは、政治勢力として台頭しつつあった国軍を牽制するためにインドネシア共産党に接近し、国軍との反目を利用しながら、国政における自身の主導権を維持しようとした。この時期、盛んにスカルノが喧伝した「ナサコム (NASAKOM)」は、「ナショナリズム (Nasionalisme)、宗教 (Agama)、共産主義 (Komunisme)」の各勢力が一致団結して国難に対処しようというスローガンだった。1961年12月、オランダ植民地のイリアンジャヤに「西イリアン解放作戦」を決行して占領。1963年5月にインドネシアに併合されると、反政府勢力（自由パプア運動やen:National Committee for West Papua）によるパプア紛争（1963年–現在）が勃発した。
1965年、CONEFOに加盟した。
スカルノの「指導される民主主義」は、1965年の9月30日事件によって終わりを告げた。インドネシア国軍と共産党の権力闘争が引き金となって発生したこの事件は、スカルノからスハルトへの権力委譲と、インドネシア共産党の崩壊という帰結を招いた（これ以後、インドネシアでは今日に至るまで、共産党は非合法化されている）。

### スハルト時代

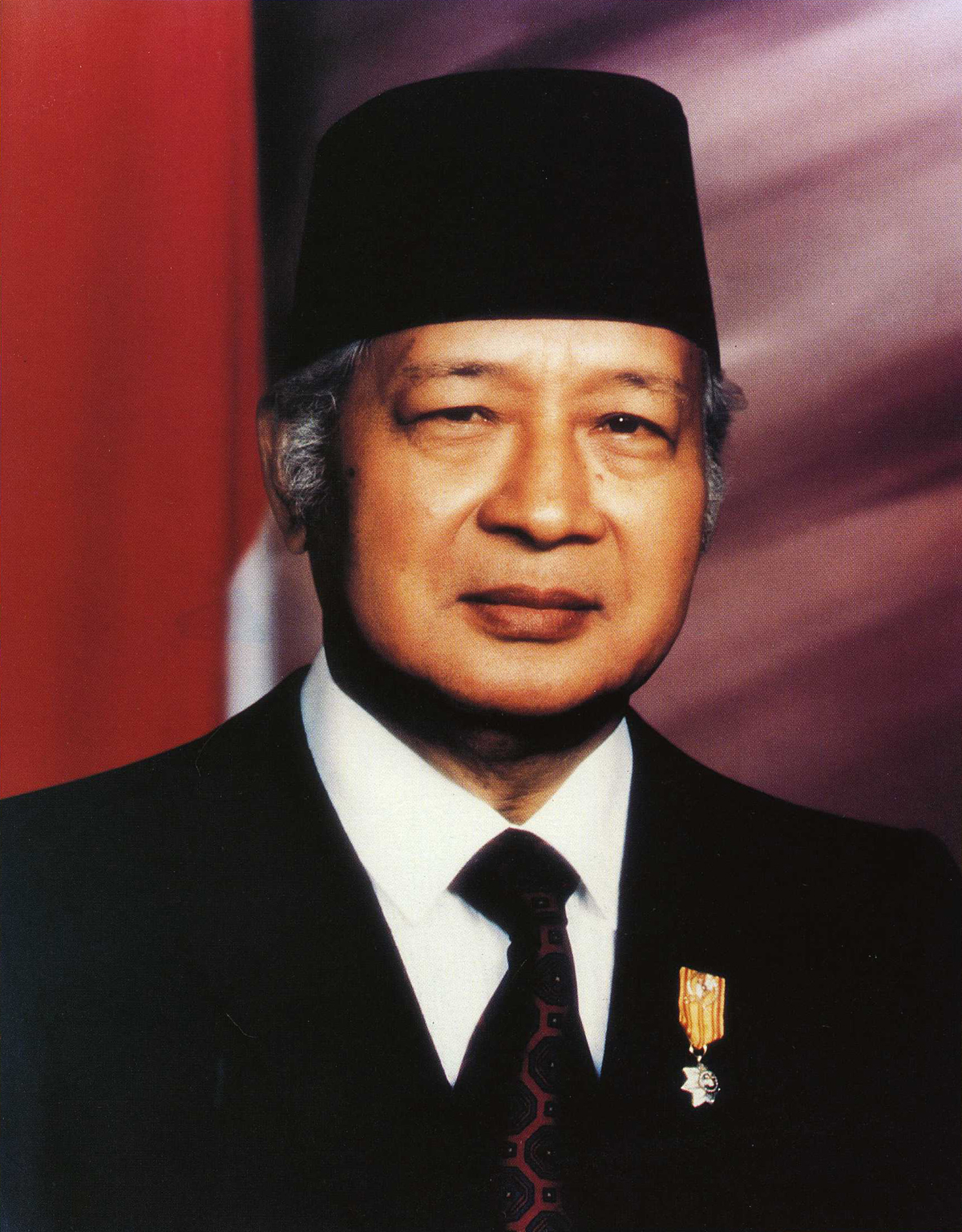
スハルト、1993年

1968年3月に正式に大統領に就任したスハルトは、スカルノの急進的なナショナリズム路線を修正し、西側諸国との関係を修復。スカルノ時代と対比させ、自身の政権を「新体制 (Orde Baru)」と呼んだ。スハルトはスカルノと同様に、あるいはそれ以上に独裁的な権力を行使して国家建設を進め、以後30年に及ぶ長期政権を担った。
その間の強引な開発政策は開発独裁と批判されつつも、インフラストラクチャーの充実や工業化などにより一定の経済発展を達成することに成功した。日本政府は国際協力事業団を通じインドネシア尿素肥料プロジェクトに参加した。
その一方で、東ティモール独立運動、アチェ独立運動、イリアンジャヤ独立運動などに対して厳しい弾圧を加えた。
1997年のアジア通貨危機に端を発するインドネシア経済混乱のなか、1998年5月にジャカルタ暴動が勃発し、スハルト政権は崩壊した。

### スハルト以後

#### ハビビ政権
スハルト政権末期の副大統領だったユスフ・ハビビが大統領に就任し、民主化を要求する急進派の機先を制する形で、民主化・分権化の諸案を実行した。スハルト時代に政権を支えたゴルカル、スハルト体制下で存続を許された2つの野党（インドネシア民主党、開発統一党）以外の政党の結成も自由化され、1999年6月、総選挙が実施され、民主化の時代を迎えている。

#### ワヒド政権
その結果、同年10月、最大のイスラーム系団体ナフダトゥル・ウラマーの元議長、アブドゥルラフマン・ワヒド（国民覚醒党）が新大統領（第4代）に就任した。メガワティ・スカルノプトリは副大統領に選ばれた。しかし、2001年7月、ワヒド政権は議会の信任を失って解任された。

#### メガワティ政権・ユドヨノ政権
代わって、闘争民主党のメガワティ政権が発足した。　
その後、2004年4月に初の大統領直接選挙が実施され、スシロ・バンバン・ユドヨノが第6代大統領に当選。2009年にも得票率60%で再選され、2014年まで大統領の任にあった。この間の2013年には、MIKTAに加盟した。

#### ウィドド政権
2014年7月の選挙で当選した闘争民主党のジョコ・ウィドドが第7代大統領に就任した（歴代の大統領については「インドネシアの大統領一覧」を参照）。2019年8月16日の議会演説で首都を現在のジャカルタから、インドネシアのほぼ中央に位置するカリマンタン島の東カリマンタン州「北プナジャム・パスール県」「クタイ・カルタネガラ県」に遷都する考えを表明。2022年1月18日に行われた国会において、首都移転法案を賛成多数で可決し、首都の新都市名を「ヌサンタラ」とすることを発表した。同年から移転作業を順次進め、2045年までに移転完了する事を予定している。

## 政治

プラボウォ・スビアント大統領

1998年の権威主義体制の崩壊以来、民主化が指向され、たびたび憲法改正も行われて大きく変化、民主主義国家とみなされてきたが、必ずしも民主化が完全に達成・定着化したというわけではない。権威主義体制の崩壊直後、一部地域では宗派間抗争が起き始め、2000年代にはアルカイダと連帯する過激派組織が大規模なテロを起こした。当初、政府は、警察力や反テロ法整備等の規制強化で抑える方策を取ったが、2010年代に入ると、社会対策等による過激化予防と、服役囚との対話を通じたり教育訓練による社会復帰を図る脱過激化の方策もとられていった。
2024年インドネシア総選挙では、プラボウォ・スビアントが大統領に当選した。

### 国是
多民族国家であり、種族、言語、宗教は多様性に満ちている。そのことを端的に示すのは「多様性の中の統一 Bhinneka Tunggal Ika」というスローガンである。この多民族国家に国家的統一をもたらすためのイデオロギーは、20世紀初頭から始まった民族主義運動の歴史の中で、様々な民族主義者たちによって鍛え上げられてきた。
そうしたものの一つが、日本軍政末期にスカルノが発表したパンチャシラである。1945年6月1日の演説でスカルノが発表したパンチャシラ（サンスクリット語で「5つの徳の実践」を意味する）は今日のそれと順序と語句が異なっているが、スハルト体制期以降も重要な国是となり、学校教育や職場研修などでの主要教科とされてきた。また、スハルト退陣後の国内主要政党の多くが、今もなお、このパンチャシラを党是として掲げている。
現在のパンチャシラは以下の順序で数えられる。
1. 唯一神への信仰（イスラーム以外でもよいが無宗教は認容されない）
2. 人道主義
3. インドネシアの統一
4. 民主主義
5. インドネシア全国民への社会正義。

### 行政府
元首たる大統領は行政府の長である。その下に副大統領が置かれる。首相職はなく、各閣僚は大統領が指名する。特徴的なのが「調整大臣府」と呼ばれる組織で、大統領と各省の間で複数の省庁を管掌しており、2014年発足のジョコ・ウィドド政権では政治・法務・治安担当調整大臣府、経済担当調整大臣府、海事担当調整大臣府、人間開発・文化担当調整大臣府が置かれている。
第五代までの大統領と副大統領は、国民協議会（後述）の決議により選出されていたが、第六代大統領からは国民からの直接選挙で選ばれている。任期は5年で再選は1度のみ（最大10年）。憲法改正によって大統領の法律制定権は廃止された。各種人事権については、議会との協議を必要とするなど、単独での権限行使は大幅に制限された。また議会議員の任命権も廃止され、議員は直接選挙によって選出されることになった。

### 立法府

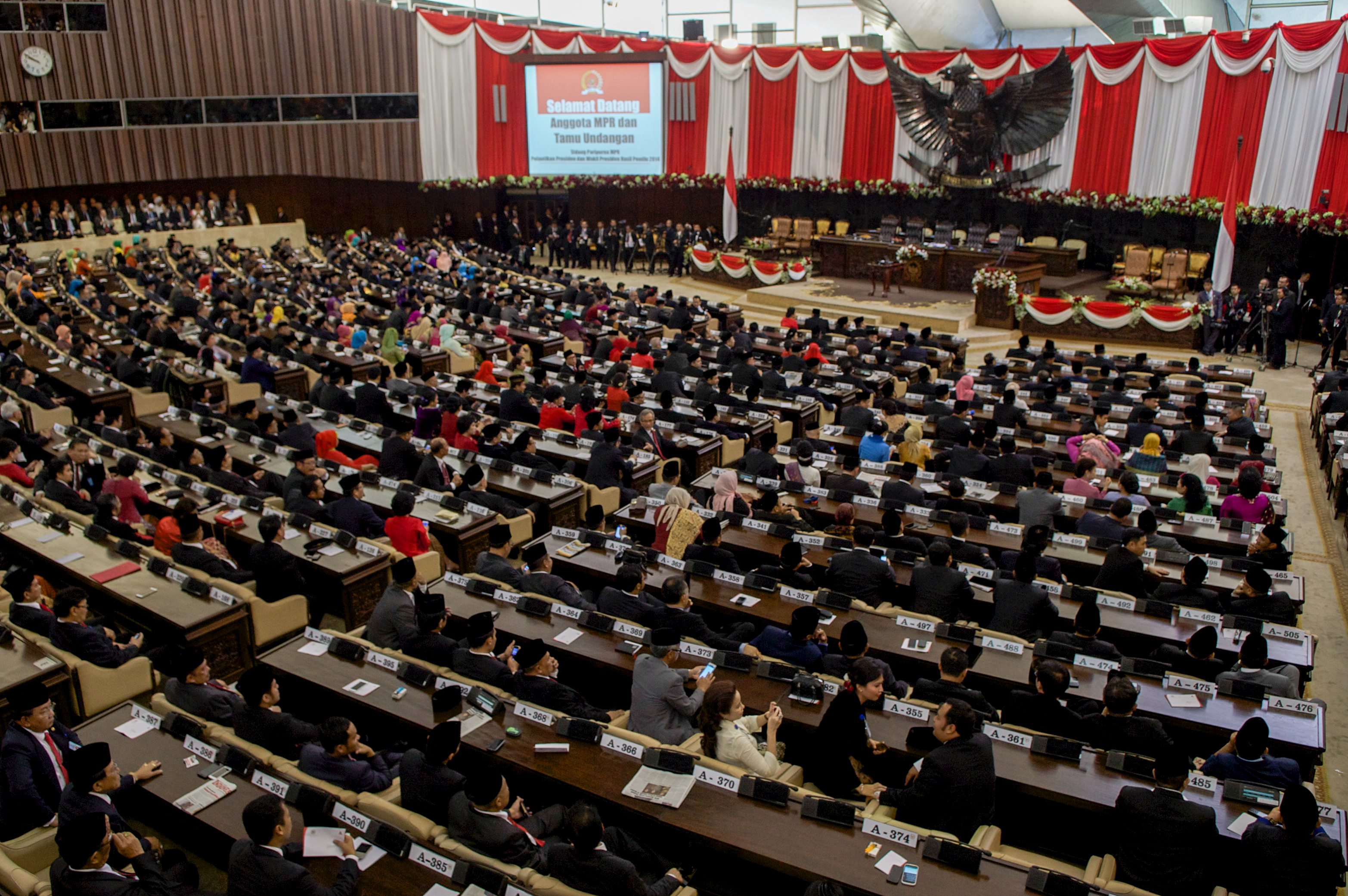
国民議会

立法府たる議会は、(1) 国民議会（インドネシア語: Dewan Perwakilan Rakyat (DPR), 英語: Peoples Representative Council, 定数560）、(2) 地方代表議会（インドネシア語: Dewan Perwakilan Daerah (DPD), 英語: Regional Representatives Council, 定数132）、そして (3) この二院からなる国民協議会（インドネシア語: Majelis Permusyawaratan Rakyat (MPR), 英語: People's Consultative Assembly）がある。
まず、(3) の国民協議会は、2001年、2002年の憲法改正以前は、一院制の国民議会の所属議員と、各州議会から選出される代表議員195人によって構成されていた。国民協議会は、国民議会とは別の会議体とされ、国家意思の最高決定機関と位置づけられていた。国民協議会に与えられた権限は、5年ごとに大統領と副大統領を選出し、大統領が提示する国の施策方針を承認すること、一年に一度、憲法と重要な法律の改正を検討すること、そして場合により大統領を罷免すること、であった。このような強大な権限を国民協議会に与えていることが憲政の危機をもたらしたとして、その位置づけを見直す契機となったのは、国民協議会によるワヒド大統領罷免であった。
3年余りの任期を残していた大統領を罷免した国民協議会の地位を改めるため、メガワティ政権下の2001年と2002年に行われた憲法改正により、国民協議会は国権の最高機関としての地位を失った。立法権は後述の国民議会に移されることになり、国民協議会は憲法制定権と大統領罷免決議権を保持するが、大統領選任権を国民に譲渡し、大統領と副大統領は直接選挙によって選出されることになった。
これらの措置により、国民協議会は国民議会と地方代表議会の合同機関としての位置づけが与えられ、また、国民議会と地方代表議会のいずれも民選議員によってのみ構成されているため、国民協議会の議員も全て、直接選挙で選ばれる民選議員となった。
(1) の国民議会は、2000年の第2次憲法改正によって、立法、予算審議、行政府の監督の3つの機能が与えられることになった。具体的には立法権に加えて、質問権、国政調査権、意見表明権が国民議会に与えられ、また、議員には法案上程権、質問提出権、提案権、意見表明権、免責特権が与えられることが明記された。比例代表制により選出される。
(2) の地方代表議会は、2001年から2002年にかけて行われた第3次、第4次憲法改正によって新たに設置が決まった代議機関であり、地方自治や地方財政に関する立法権が与えられている。先述の通り、総選挙で各州から選出された議員によって構成されている。

### 司法府
スハルト政権期には政府・司法省が分有していた司法権が廃止され、各級裁判所は、司法府の最上位にある最高裁判所によって統括されることになり、司法権の独立が確保された。最高裁判所は法律よりも下位の規範（政令など）が法律に違反しているか否かを審査する権限を有する。他に憲法に明記される司法機関としては司法委員会と憲法裁判所がある。司法委員会は最高裁判所判事候補者を審査し国会に提示する権限及び裁判官の非行を調査し最高裁判所に罷免を勧告する権限を有する。憲法裁判所は法律が憲法に違反しているか否かを審査する権限を有する。憲法改正以前には大統領に属していた政党に対する監督権・解散権が憲法裁判所に移された。これにより、大統領・政府による政党への介入が排除されることになった。

### 政党

#### 現存する政党
以下、主なもの。
- ゴルカル[注釈 4] - ジュハルトノ-スプラプト・スコワティ-アミル・ムルトノ-スダルモノ-ワホノ-ハルモコ-アクバル・タンジュン-ユスフ・カラ-アブリザル・バクリ―
- 民主党[注釈 5]-スブル・ブディサントソ-ハディ・ウトモ-アナス・ウルバニングルム-スシロ・バンバン・ユドヨノ[注釈 6]
- 開発統一党-シャファアト・ミンタレジャ-ジャイラニ・ナロ-イスマイル・ハッサン・メタレウム-ハムザ・ハズ[注釈 7] - スリアダルマ・アリ
- 闘争民主党 - メガワティ・スティアワティ・スカルノプトゥリ。
- 大インドネシア運動党[注釈 8] - スハルディ
- 福祉正義党 - アニス・マッタ
- ハヌラ党[注釈 9] - ウィラント
- ナスデム党 - スリア・パロ
- 国民覚醒党[注釈 10] - ムハイミン・イスカンダル

#### かつて存在した政党
- インドネシア国民党
- インドネシア共産党
- インドネシア民主党
- ムルバ党 - タン・マラカ

## 国際関係

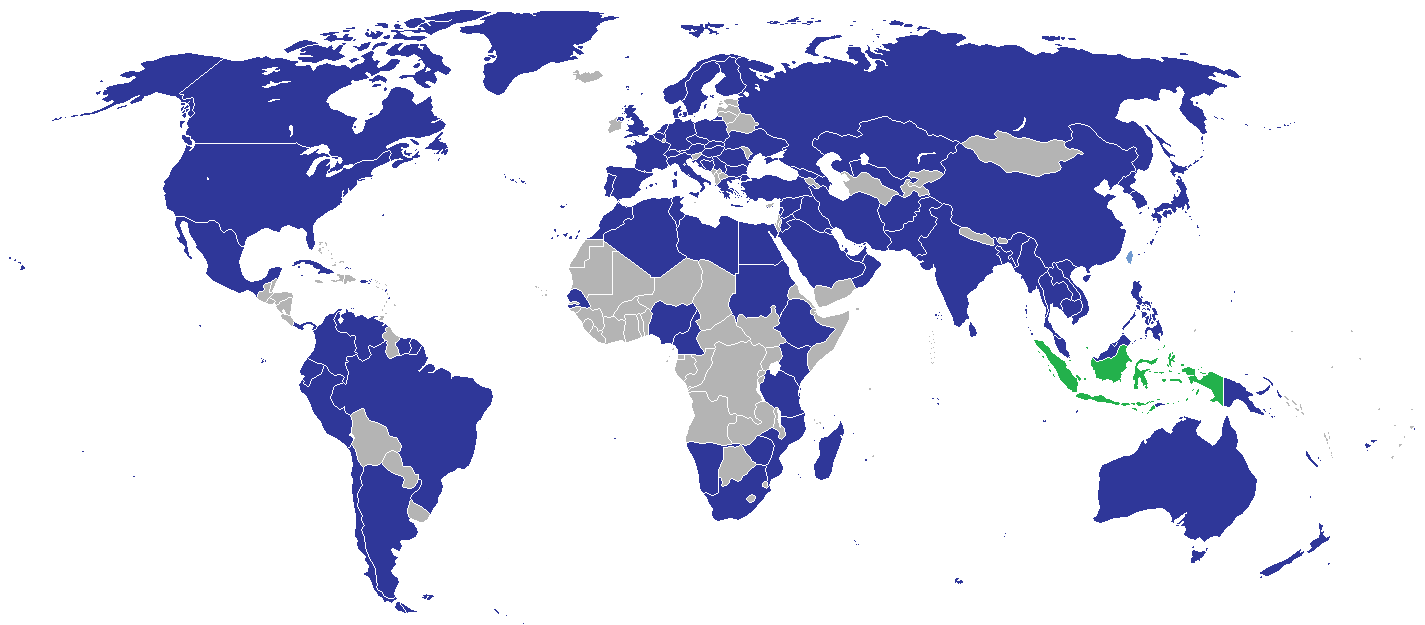
インドネシアが外交使節を派遣している諸国の一覧図。

旧宗主国オランダとの武力闘争によって独立を勝ち取り、独立当初から外交方針の基本を非同盟主義に置いた。こうした外交方針は「自主積極 bebas aktif」外交と呼ばれている。独立達成後の、外交にも様々な変化がみられるものの、いずれの国とも軍事同盟を締結せず、外国軍の駐留も認めていないなどの「自主積極」外交の方針はほぼ一貫しているといってよい。
1950年代後半のスカルノ「指導される民主主義」期には、1963年のマレーシア連邦結成を「イギリスによる新植民地主義」として非難し、マレーシアに軍事侵攻した。国際的な非難が高まるなかで、1965年1月、スカルノは国際連合脱退を宣言し、国際的な孤立を深めていった。インドネシア国内ではインドネシア共産党の勢力が伸張し、国内の左傾化を容認したスカルノは、急速に中華人民共和国に接近した。

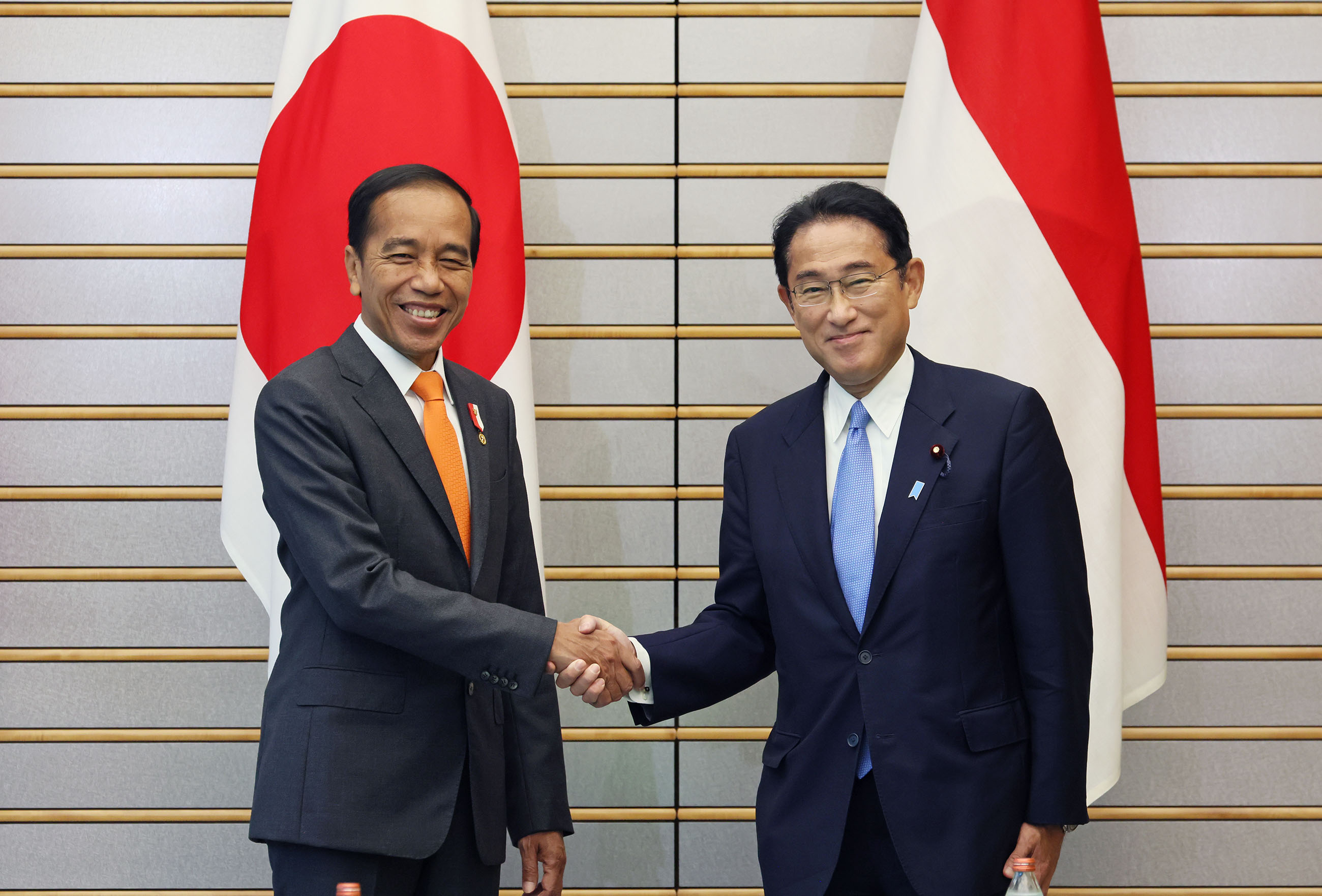
インドネシアの大統領ジョコ・ウィドドと岸田文雄(2022年7月27日)

1965年の9月30日事件を機にスカルノが失脚し、スハルトが第2代大統領として就任すると、悪化した西側諸国との関係の改善を進めた。また、スカルノ時代に疲弊した経済を立て直すために債権国の協力を仰いだ。1966年9月、日本の東京に集まった債権国代表が債務問題を協議し、その後、援助について協議するインドネシア援助国会議（Inter-Governmental Group on Indonesia - 略称 IGGI）が発足した。
1967年8月、東南アジア諸国連合（ASEAN）発足時には原加盟国となった。総人口や国土面積は東南アジア最大であり、ASEAN本部は首都ジャカルタに置かれている。域内での経済・文化交流の促進を所期の目標とし、他のASEAN加盟国との連帯を旨としている。その一方で、時折のぞく盟主意識・地域大国意識は、他国からの警戒を招くこともある。
今日に至るまで日本をはじめとする西側諸国とは協力関係を維持しているが、スハルト体制期においても一貫して、ベトナムなど近隣の社会主義国や非同盟諸国とは良好な外交関係を保った。
1999年の東ティモール独立を問う住民投票での暴動に軍が関与したと見られ、その後の関係者の処罰が不十分とされたことや、2001年のアメリカ同時多発テロによって米国との関係が悪化し、2005年まで武器禁輸などの制裁を受けた。このため、ロシアや中国との関係強化に乗り出し、多極外交を展開している。

### 中国との関係
中国とは南シナ海にあるスプラトリー諸島（南沙諸島）の領有権を巡る係争はないが、中国が海洋権益を主張する九段線がインドネシア領ナトゥナ諸島北方海域にかかっている。このため、同海域の「北ナトゥナ海」への改称やナトゥナ諸島への軍配備などで対応している（詳細は「ナトゥナ諸島」を参照）。2020年1月にはナトゥナ諸島近海で中国漁船が操業したことに抗議、中国大使を召還した。

### 日本との関係
日本とインドネシアの関係は良好であり、1800社を超える日本企業がインドネシアで事業を展開している。特に近年、日本文化がブームとなっていて、日本企業の投資や、日本語を学ぶ人が増えている。大相撲やアニメなど、日本文化のイベントも開催されている。

### BRICSとの関係
インドネシアは、2024年10月に行われた第16回BRICS首脳会議でBRICSから「パートナー国」として参加を招待された。しかし、2025年1月6日に正式にBRICS加盟国となった。東南アジアの国としては初めての正式加盟であり、これによりBRICSは10か国に拡大した。

## 軍事
インドネシア国軍（Tentara Nasional Indonesia - 略称TNI）の兵力は、2017年に39万5,500人（陸軍30万400人、海軍6万5000人、空軍3万100人）であり、志願兵制度である。その他に予備役が40万人。軍事予算は2002年に12兆7,549億ルピアで、国家予算に占める割合は3.71パーセントである。
スハルト政権以来、米国を中心とした西側との協調により、近代的な兵器を積極的に導入してきたものの、東ティモール紛争の悪化により米国と軋轢が生じ、2005年まで米国からの武器輸出を禁じられた。この間にロシア連邦や中華人民共和国と接近し、これらの国の兵器も多数保有している。

### 情報機関
国家情報庁（BIN）が主体となっている。他には戦略情報庁（BAIS）やサイバー・暗号庁（BSSN）が存在している。

## 地理

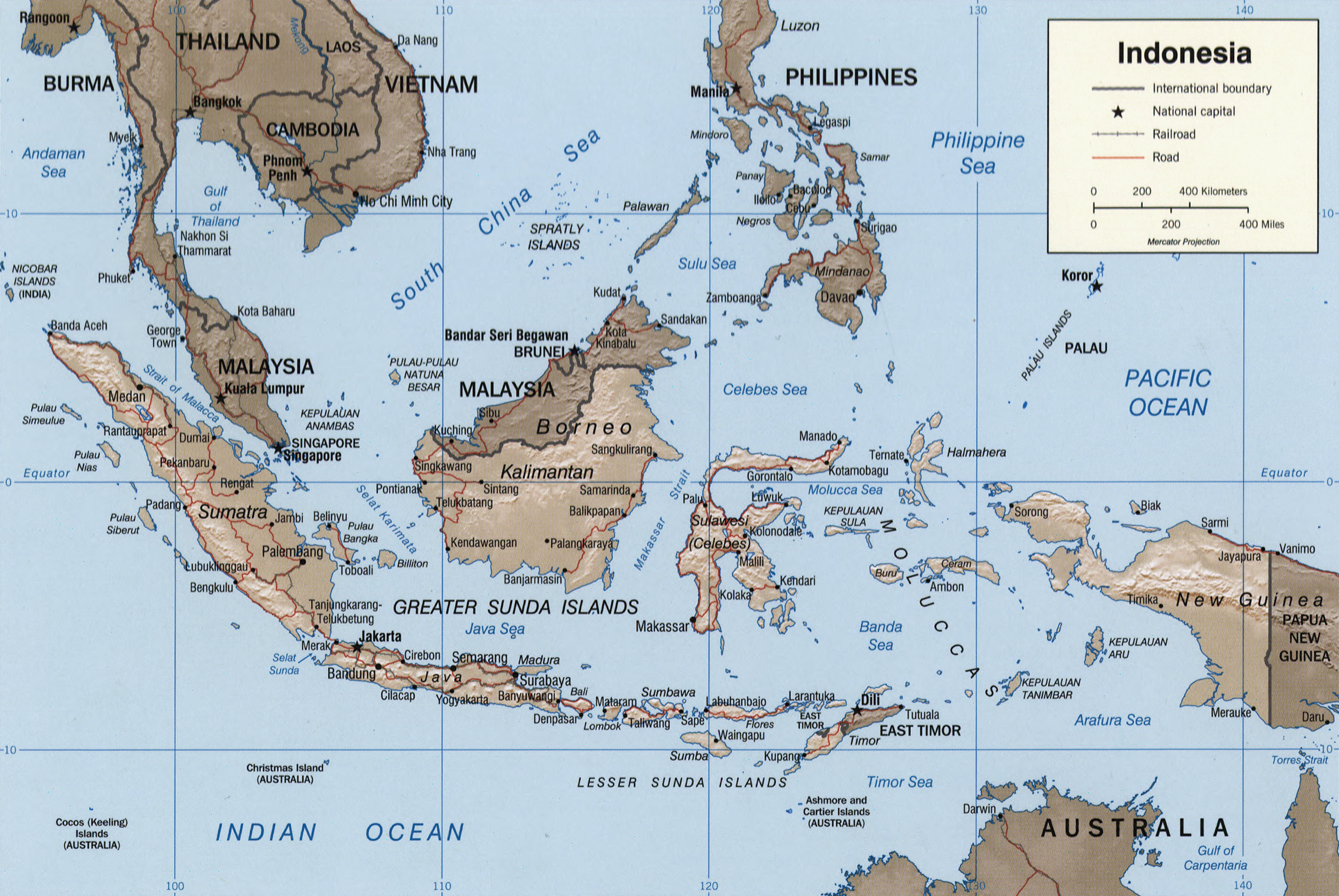
インドネシアの地図

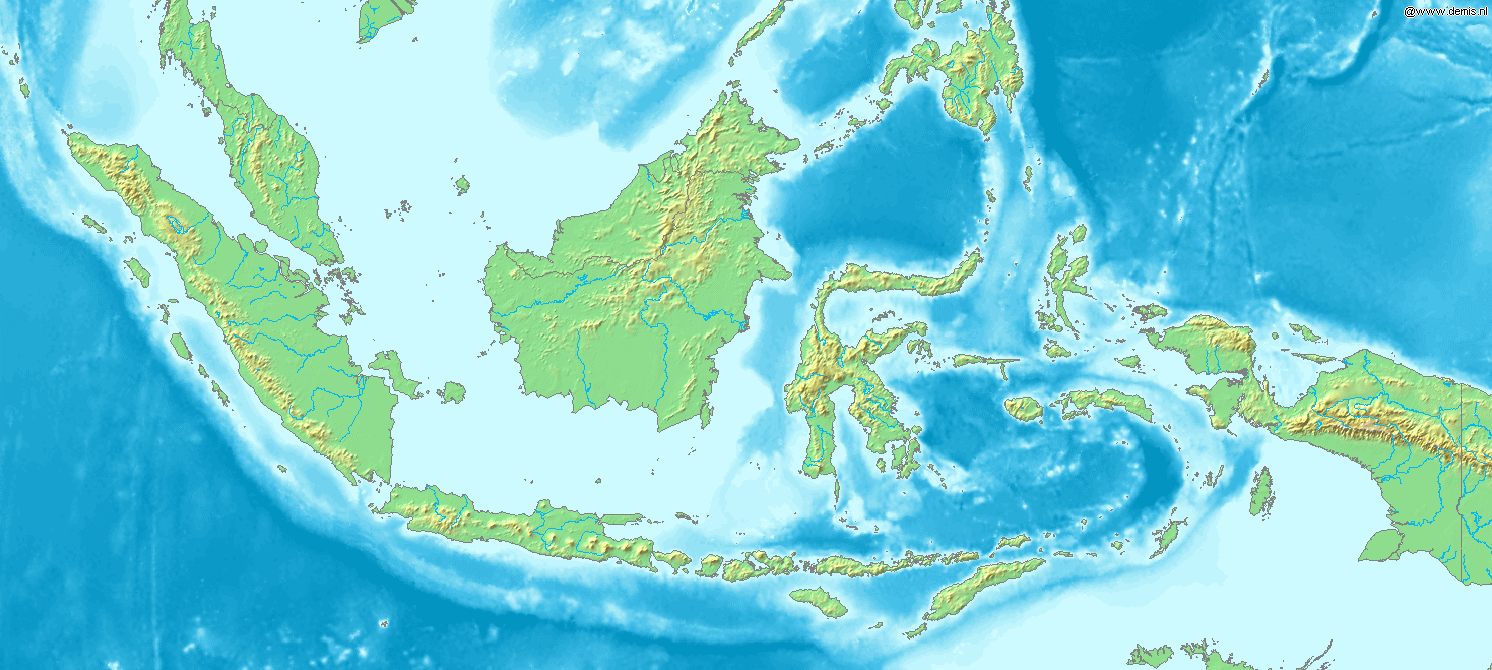
インドネシアの標高図

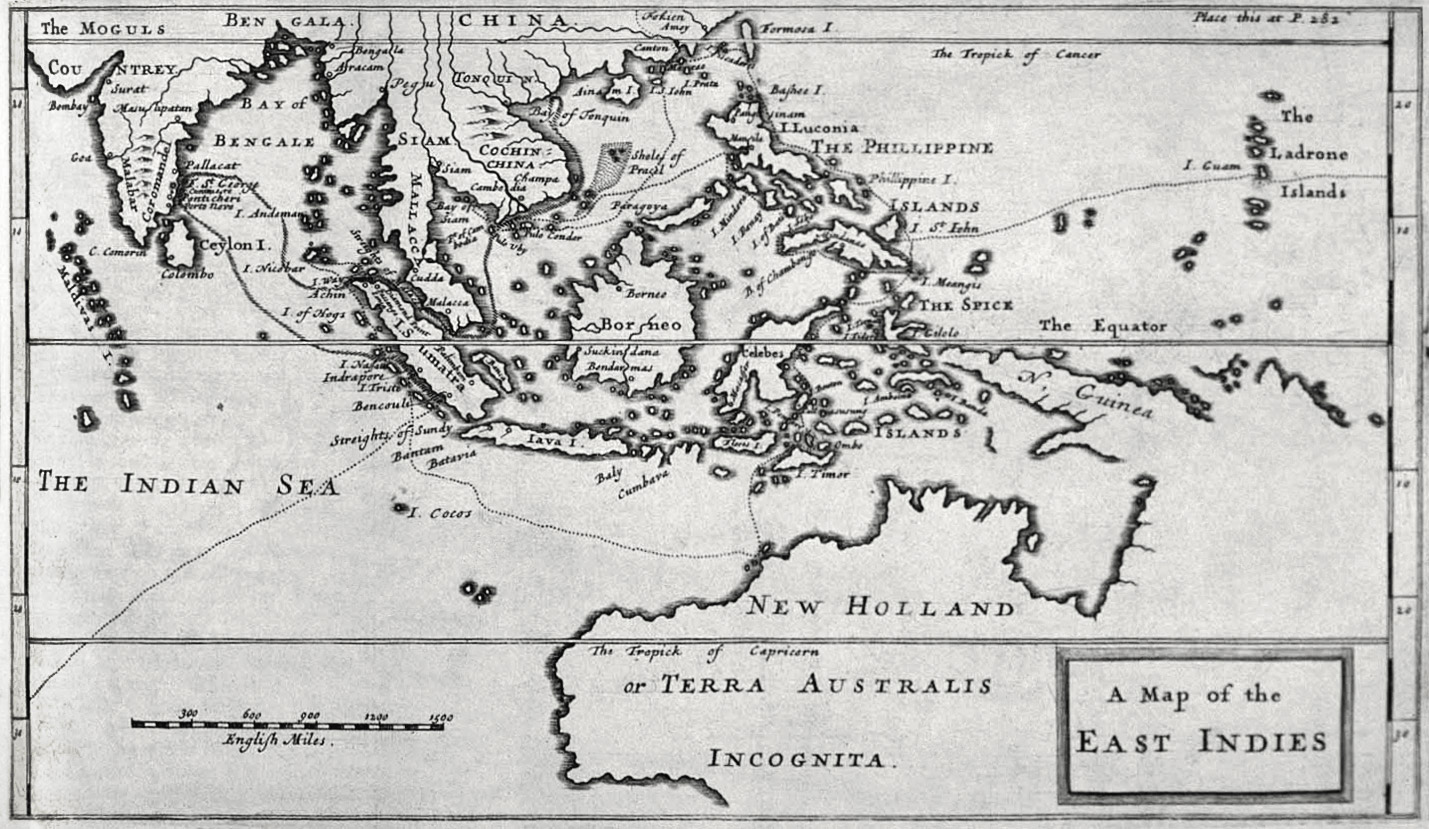
東インドの古地図（1697年）

世界で最も多くの島を持つ国であり、その数は1万3466にのぼる。島の数は人工衛星の調査により算出されたもので、かつては1万8,110とも言われていたが、再調査の結果、2013年に現在の個数が明らかになった。またニューヨークタイムズ誌では「2005年以降、砂の採掘により２ダースの小さな島が消滅した」と2016年6月23日の誌面で報じている。
当地を含む周辺では、ユーラシアプレートやオーストラリアプレート、太平洋プレート、フィリピン海プレートなどがせめぎあっており、環太平洋火山帯（環太平洋造山帯）の一部を構成している。そのため国内に火山が多く、活火山が129ある。スマトラ島北部にあるカルデラ湖のトバ湖を形成したトバ火山は、有史前に破局噴火を引き起こしたほか、クラカタウ大噴火に代表されるように古くから住民を脅かすと共に土壌の肥沃化に役立ってきた。火山噴火によって過去300年間に15万人の死者を出しており、この数は世界最多とされる。スマトラ島のクリンチ火山が最高峰（3805m）である。スメル山はジャワ島の最高峰（3676m）で、世界で最も活動している火山の一つである。
また、地震も多く、2004年のスマトラ島沖地震、及び2006年のジャワ島中部地震は甚大な被害を与えた。スマトラ島とジャワ島は、約60,000年前は陸続きであったが、11,000年前の大噴火があり、スンダ海峡ができて両島は分離した。これらの島々の全てが北回帰線と南回帰線の間に位置しており、熱帯気候である。

### 主な島
- ジャワ島 - 首都ジャカルタのある島。
- スマトラ島 - マレー半島の南西に横たわる島。特に北部は天然資源が豊富。
- スラウェシ島（旧称セレベス島）
- カリマンタン島（「ボルネオ島」はマレーシア側の呼称。）
- バリ島 - 観光で有名な島。住民の大半はヒンドゥー教徒。
- ロンボク島 - バリ島の東隣の島。近年になって、観光開発が進み始めた。
- スンバワ島 - 1815年に、島内のタンボラ山が有史上最大の噴火を起こしている。
- コモド島 - コモドオオトカゲ（コモドドラゴン）が生息する島。
- フローレス島 - 住民の多くはカトリック教徒。
- ハルマヘラ島
- テルナテ島 - 香辛料産出地として南隣のティドーレ島とともに、大航海時代に西洋列強の収奪の拠点となった。
- ティモール島 - 西側半分がインドネシア領。
- マルク諸島（モルッカ諸島）
- クラカタウ島 - 1883年に大爆発した火山島。ジャワ島とスマトラ島の中間に位置する。
- ニューギニア島 - 西側半分がインドネシア領。天然資源が豊富。インドネシア国内では「パプア」「イリアン」などと呼ばれている。
- ビンタン島、バタム島、レンパン島 - リアウ諸島の一部で、シンガポール海峡を挟んでシンガポールと向かい合う。両国の海上国境は2014年9月3日に調印された条約で確定した[53]。
- ナトゥナ諸島

### 森林
国土を「林業地区」（国有林）と「その他の地区」に区分している。大気中の二酸化炭素を吸収する役割を担う森林は、適切な利用・管理により地球温暖化防止に役立つ。

### 環境
同国における環境問題は国の人口密度の高さと急速な工業化に関連しており、深刻さを増しているために今も改善策が求められている。

## 地方行政区分

インドネシアの州

2層の地方政府が存在し、第一レベルの地方政府が州（Provinsi）であり、その下位に第二レベルの地方政府である県（Kabupaten）と市（Kota）が置かれている。
第1レベル地方政府（便宜上4区域に分ける）は2022年時点で以下のとおり、ジャカルタ首都特別州と4の特別州、33の州が設置されている。下記リストで名称右に*付きが、首都ジャカルタと4特別州。
- スマトラ島: アチェ*、北スマトラ、西スマトラ、リアウ、リアウ群島、ベンクル、ジャンビ、南スマトラ、ランプン、バンカ＝ブリトゥン
- ジャワ島〜ティモール島: ジャカルタ首都特別州*、ジョグジャカルタ特別州*、バンテン、西ジャワ、中ジャワ、東ジャワ、バリ、西ヌサトゥンガラ、東部ヌサ・トゥンガラ
- カリマンタン島: 西カリマンタン、中カリマンタン、東カリマンタン、南カリマンタン、北カリマンタン
- スラウェシ島〜パプア: 西スラウェシ、南東スラウェシ、中スラウェシ、南スラウェシ、ゴロンタロ、北スラウェシ、マルク、北マルク、西パプア*、南西パプア、パプア*、中部パプア、山岳パプア、南パプア。

第2レベルの地方政府は、2006年時点で349県・91 市が置かれている。県と市には行政機能上の差異はなく、都市部に置かれるのが市で、それ以外の田園地域などに置かれるのが県である。
なお、県・市には、行政区としての郡（Kecamatan）とその下には区（Kelurahan）が置かれる。なお、都市以外の地域には村（Desa）が置かれているが、これは区の担う行政機能に代わり、地縁的・慣習的なコミュニティであり、行政区ではない。
スハルト政権の崩壊後、世界で最も地方分権化が進んだ国の一つに数えられている。しかし、逆に言えば中央政府の力が弱く、地方政府が環境破壊を進める政策を実施していても、中央政府には、これを止める力は存在していない。

## 経済

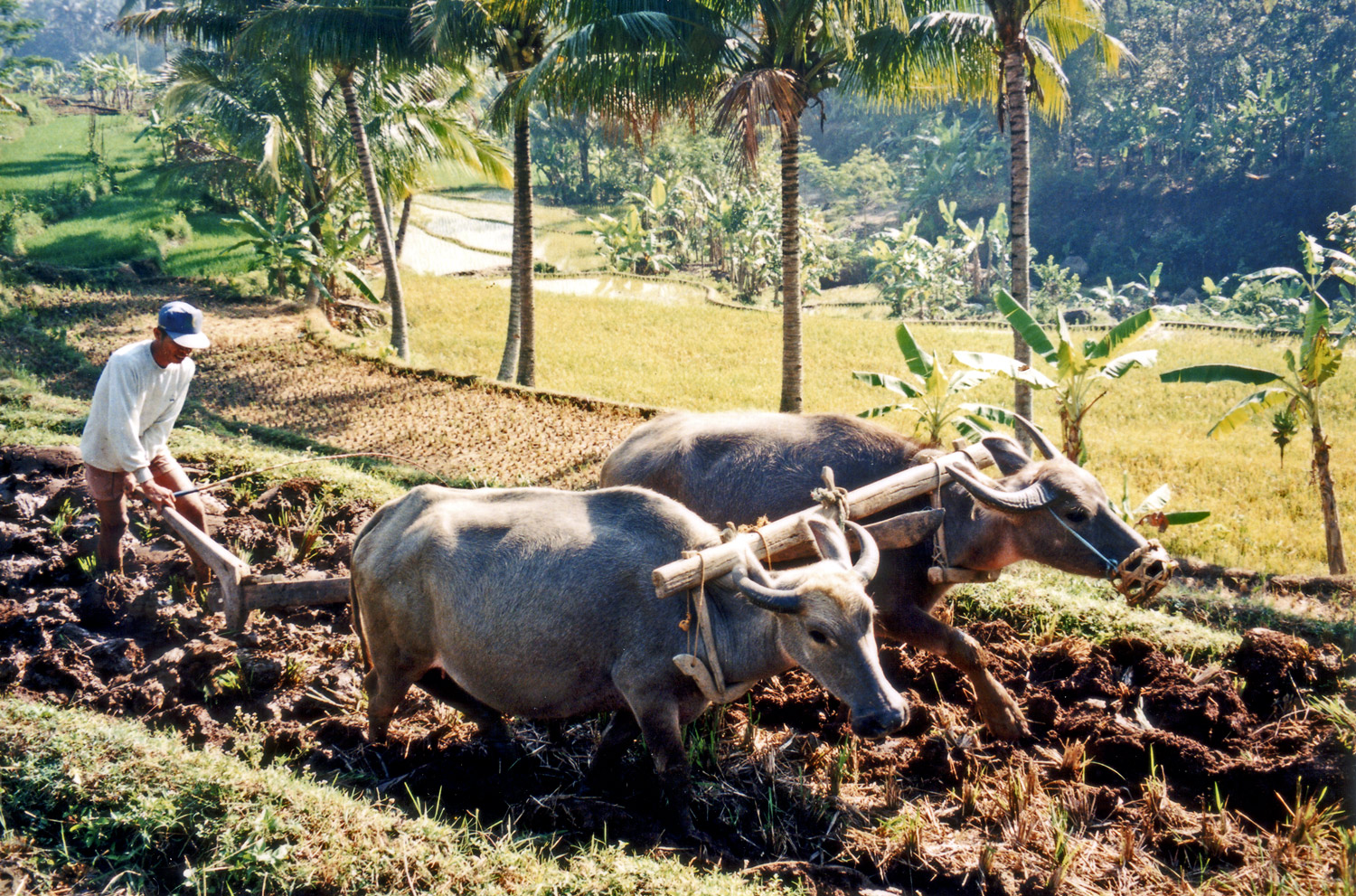
水牛を用いて稲田を耕している様子。インドネシアは伝統的に農業国である。

IMFによると、2018年のGDPは1兆225億ドルであり、世界第16位である。一方、一人当たりのGDPは3,871ドルであり、世界平均の約34%である。世界銀行が公表した資料によると、2017年に1日1.9ドル未満（2011年基準の米ドル購買力平価ベース）で暮らす貧困層は全人口の約5.71%（都市部：約5.61%　農村部：約5.82%）であり、約1500万人いる。また3.2ドル未満の場合は約27.25%（都市部：約25.29%　農村部：約29.61%）であり、5.5ドル未満の場合は約58.66%（都市部：約53.21%　農村部：約65.24%）であった。

### 産業

#### 農林水産業
基本的に農業国である。1960年代に稲作の生産力増強に力が入れられ、植民地期からの品種改良事業も強化された。改良品種IR8のような高収量品種は他にもつくられ、農村に普及し栽培された。このような「緑の改革」の結果、1984年にはコメの自給が達成された。しかし、1980年代後半には「緑の改革」熱も冷めてゆき、同年代の末にはコメの輸入が増加するに至った。
農林業ではカカオ、キャッサバ、キャベツ、ココナッツ、米、コーヒー豆、サツマイモ、大豆、タバコ、茶、天然ゴム、トウモロコシ、パイナップル、バナナ、落花生の生産量が多い。特にココナッツの生産量は2003年時点で世界一である。オイルパーム（アブラヤシ）から精製されるパームオイル（パーム油、ヤシ油）は、植物油の原料の一つで、1990年代後半日本国内では菜種油・大豆油に次いで第3位で、食用・洗剤・シャンプー・化粧品の原料として需要の増大が見込まれている。インドネシアにおけるパームオイルの生産量は1990年代以降急激に増加しており、2006年にマレーシアを抜き生産量首位に、2018年時点でマレーシアの二倍弱の3,830万トンを生産している。アブラヤシの栽培面積は2000年にはココヤシと並び、2005年には548万ヘクタールとなっている（インドネシア中央統計庁(BPS)による。）。この2000年代以降のエステート作物面積の急激な拡大によって、森林破壊や泥炭湿地の埋立及びこれに伴う火災の発生などの環境破壊が進んでいることが指摘されている。
海に囲まれた群島国家であるため水産資源も豊富だが、漁業や水産加工の技術向上、物流整備が課題となっている。プリカナン・ヌサンタラ（Perikanan Nusantara,Perinus）という国営水産会社が存在する。

#### 鉱工業と産業構造
鉱業資源にも恵まれ、金、スズ、石油、石炭、天然ガス、銅、ニッケルの採掘量が多い。1982年、1984年、日本からの政府開発援助（ODA）でスマトラ島北部のトバ湖から流れ出るアサハン川の水でアサハン・ダム（最大出力51.3万キロワット）とマラッカ海峡に面したクアラタンジュンにアサハン・アルミ精錬工場が建設された。ニッケル鉱山は、南東スラウェシ州コラカ沖のパダマラン島のポマラと南スラウェシ州ソロアコ（サロアコ）にある。生産の80%が日本に輸出されている。ニッケルはカナダの多国籍企業インコ社が支配している。多国籍企業の進出はスハルト体制発足後の1967年外資法制定以降であり、採掘・伐採権を確保している。また、日本企業6社が出資している。鉱山採掘に伴い森林伐採で付近住民と土地問題で争いが起こる。国内産業を育成するため、未加工ニッケル鉱石の輸出を2014年に禁止したが、2017年に規制を緩和している。
日本はLNG（液化天然ガス）をインドネシアから輸入している。2004年以降は原油の輸入量が輸出量を上回る状態であるため、OPEC（石油輸出国機構）を2009年1月に脱退した。
工業では軽工業、食品工業、織物、石油精製が盛ん。コプラパーム油のほか、化学繊維、パルプ、窒素肥料などの工業が確立している。
パナソニック、オムロン、ブリヂストンをはじめとした日系企業が現地に子会社あるいは合弁などの形態で、多数進出している。

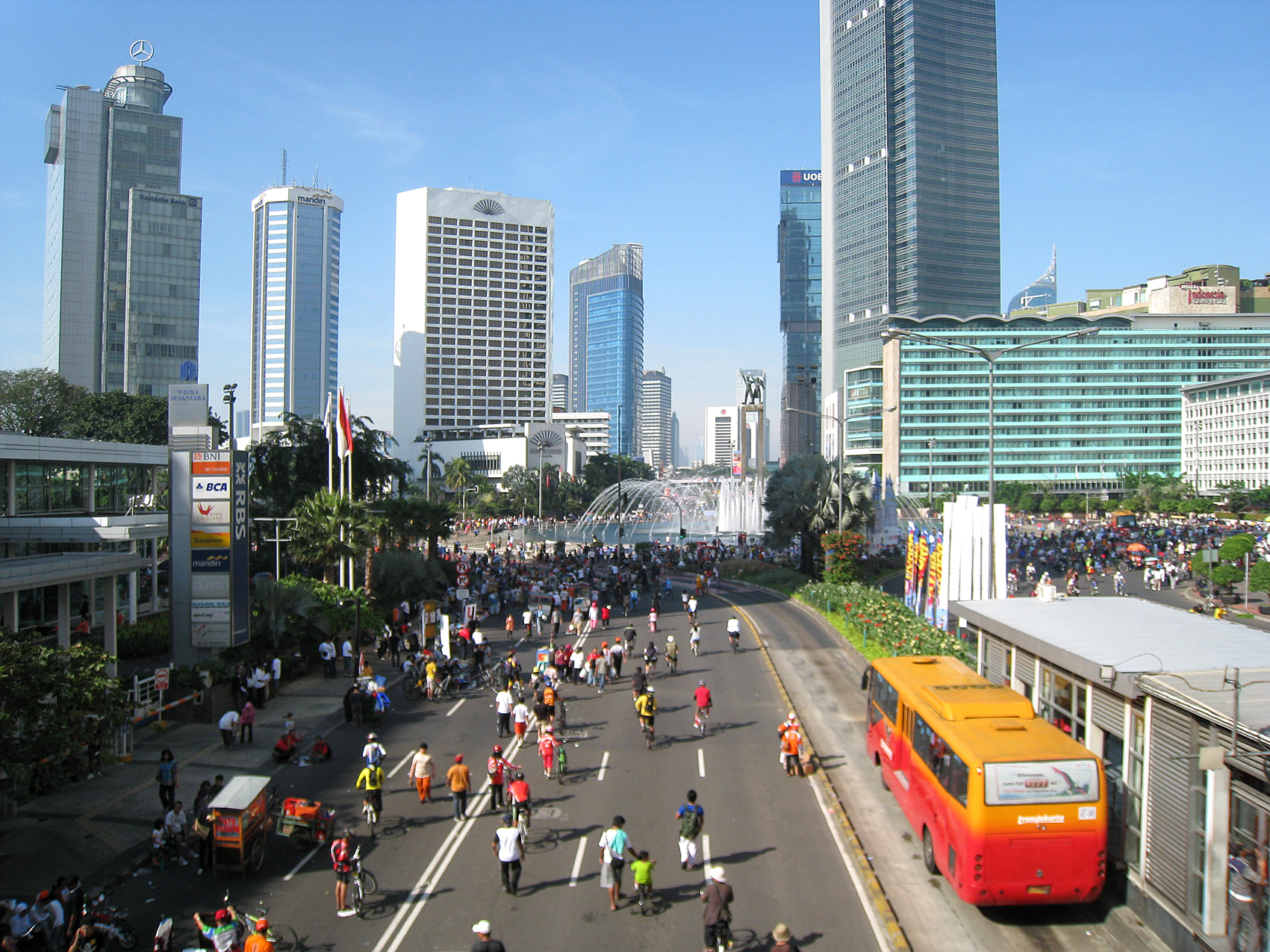
ジャカルタはインドネシア経済の中枢であり、東南アジア屈指の世界都市でもある。

独立後、政府は主要産業を国有化し、保護政策の下で工業を発展させてきた。1989年には、戦略的対応が必要な産業として製鉄、航空機製造、銃器製造などを指定し、戦略産業を手掛ける行政組織として戦略産業管理庁（Badan Pengelora Industri Strategis）を発足させている。
2019年時点、インドネシアには115の国営企業があり、クラカタウ・スチール（製鉄）、マンディリ銀行など17社がインドネシア証券取引所に株式を上場している。分野ごとに持ち株会社を設けるなど効率化を図っているが、一方で雇用維持など政府の意向が優先されることも多い。
かつては、華人系企業との癒着や、スハルト大統領ら政府高官の親族によるファミリービジネスなどが社会問題化し、1996年には国民車「ティモール」の販売を巡って世界貿易機関（WTO）を舞台とする国際問題にまで発展した。しかし、1997年のアジア通貨危機の発生により、経済は混乱状態に陥り、スハルト大統領は退陣に至った。その後、政府はIMFとの合意によって国営企業の民営化など一連の経済改革を実施したが、失業者の増大や貧富の差の拡大が社会問題となっている。

### 商業
小売業の最大チャネルは、各地に約350万ある「ワルン」と呼ばれる零細小売店である。インターネット通販は小売市場の3～5％程度と推測され、地元企業のトコペディアやブカラパック、シンガポール企業のラザダやショッピーが参入しており、ワルンへの商品供給を担う企業もある。

### 雇用・賃金と個人消費
労働者の生活水準を向上させるため、月額式の最低賃金制度が施行されており、2015年からはインフレ率と経済成長率に基づく計算式が導入され、年8％程度上がり、タイ王国を超える水準となっている。これに対して、労働組合側は賃上げが不十分、日系を含む企業側は人件費の上昇が国際競争力を低下させると主張し、労使双方に不満がある。
なお、イスラム教徒が多数を占める国であるため、従業員からメッカ巡礼の希望が出た場合、企業はメッカ巡礼休暇として、最長3カ月の休暇を出すことが法で規定されている。
ただ、改革と好調な個人消費により、GDP成長率は、2003年から2007年まで、4%〜6%前後で推移した。2008年には、欧米の経済危機による輸出の伸び悩みや国際的な金融危機の影響などがあったものの、6.1%を維持。さらに2009年は、政府の金融安定化策・景気刺激策や堅調な国内消費から、世界的にも比較的安定した成長を維持し、4.5%の成長を達成。名目GDP（国内総生産）は2001年の約1,600億ドルから、2009年には3.3倍の約5393億ドルまで急拡大した。今ではG20の一角をなすまでになっており、同じASEAN諸国のベトナムとフィリピンと同様にNEXT11の一角を占め、更にベトナムと共にVISTAの一角を担うなど経済の期待は非常に大きい。
ただし、2011年より経常収支が赤字となる状況が続いており、従来から続く財政赤字とともに双子の赤字の状態にある。
2020年11月2日に施行された雇用創出法(オムニバス法)は様々な分野で物議を醸している。

### 日本との経済関係
このような中、日系企業の進出は拡大しているが、投資環境の面で抱える問題は少なくない。世界銀行の「Doing Business 2011」でも、ビジネス環境は183国中121位に順位づけられており、これはASEANの中でもとくに悪いランキングである。具体的には、道路、鉄道、通信などのハードインフラの整備が遅れていることのほか、ソフトインフラとも言うべき法律面での問題が挙げられる。裁判所や行政機関の判断については、予測可能性が低く、透明性も欠如しており、これがビジネスの大きな阻害要因になっていると繰り返し指摘されている。
これに対し、日本のODAは、ハード・インフラ整備の支援に加え、近年は統治能力支援（ガバナンス支援）などソフト・インフラ整備の支援も行っている。警察に対する市民警察活動促進プロジェクトは、日本の交番システムなどを導入しようというものであり、日本の技術支援のヒットとされている。また、投資環境整備に直結する支援としては、知的財産権総局を対象とした知的財産に関する法整備支援も継続されている。インドネシアの裁判所に対しても、日本の法務省法務総合研究所は国際協力機構（JICA）や公益財団法人国際民商事法センター（ICCLC）と連携して、規則制定のほか裁判官や和解・調停を担う人材の研修を支援している。
2013年時点では、東南アジア全体でも有数の好景気に沸いており、日本からの投資も2010年には7億1260万ドル（約712億6000万円）であったのが、2012年には25億ドル（約2500億円）へと急増している。しかしナショナリズムが色濃く、2013年2月には当地を中心に石炭採掘を行っている英投資会社ブミPLCの株主総会が、同社の大半の取締役や経営陣を追放するというロスチャイルドによる提案の大部分を拒否した。これと関連して、国の経常赤字と資本流入への依存、貧弱なインフラや腐敗した政治や実業界など、いくつかの問題点も指摘されている。2014年の国際協力銀行が日本企業を対象に行ったアンケート調査では、「海外進出したい国」として、中国を抜いて1位となった。
技能実習制度などで、日本へ渡航して働くインドネシア人も多いが、人権保護や賃金支払いなどでトラブルも起きている。

### 観光
2020年、インドネシアの観光収入は980億米ドルであった。その前年には、1540万人の観光客がインドネシアを訪れた。国別ではオーストラリアからの観光客が最も多く、以下中華人民共和国、シンガポール、マレーシア、日本の順に続いた。2011年以降、インドネシア政府はワンダフル・インドネシア (Wonderful Indonesia) を国際的な観光促進キャンペーンのスローガンとしている。
人気の観光地として、オランウータンの保護区をはじめとするスマトラ島やカリマンタン島の熱帯雨林、文化面ではボロブドゥールやプランバナン寺院群、ジャカルタやスマランのオランダ統治時代の歴史的な街並み、パガルユンやウブドの王宮、トラジャ族やバリ島に伝わる伝統的な祭りなどが挙げられる。
インドネシアにはコモド国立公園や「ジョグジャカルタの宇宙論的軸線とその歴史的建造物群」など、10件の世界遺産があり、さらにブナケン国立公園やラジャ・アンパット諸島など、18件が世界遺産暫定リストに記載されている。

## 交通
インドネシアは広大な国土を持つため交通機関は多様であり、地域ごとの文化に根ざしたものが多い。伝統的な交通機関としては三輪自転車のベチャ（becak）がある。またバイクタクシーのオジェック（ojek）は市民の足として広く利用されている。

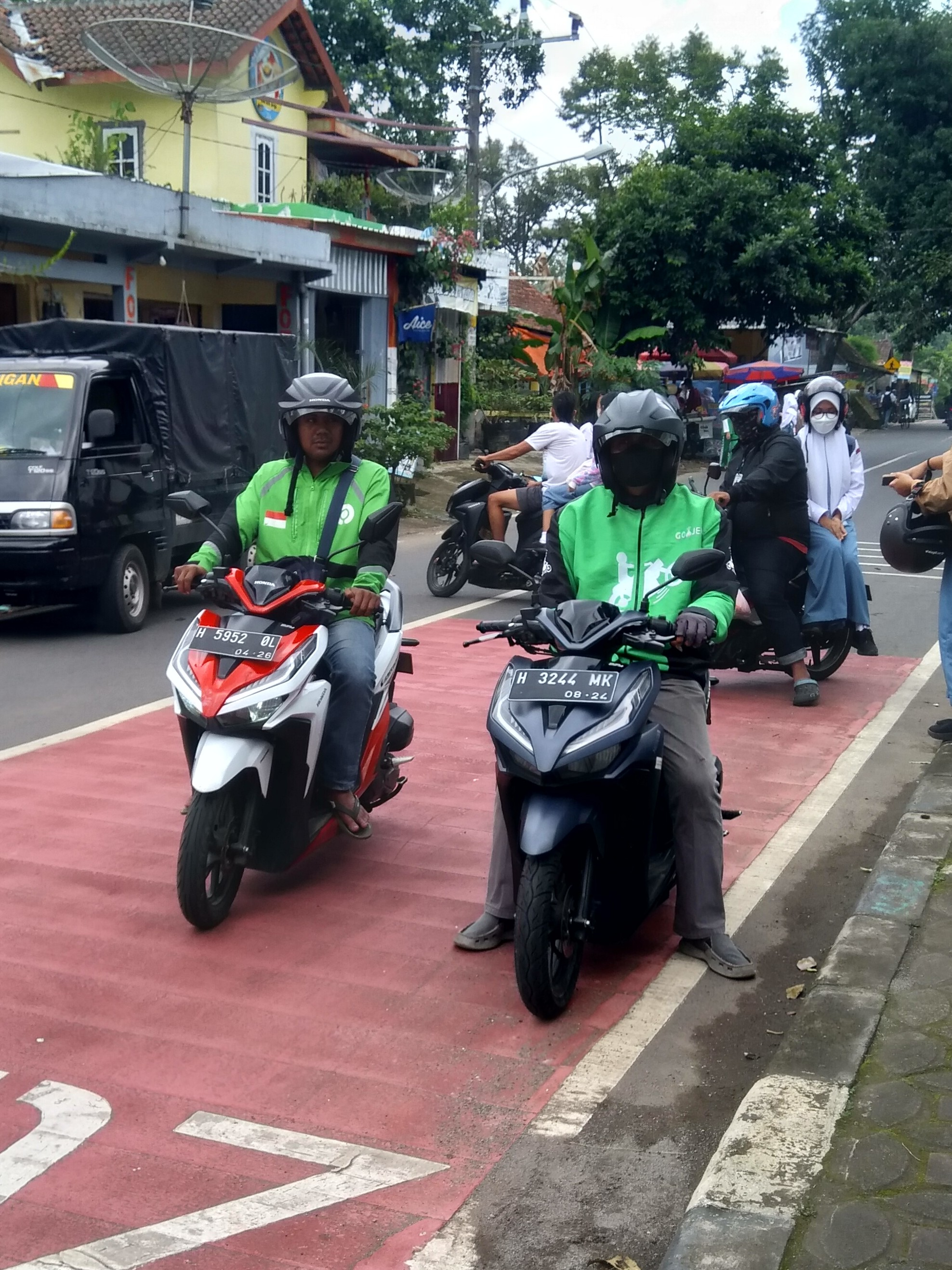
バイクタクシー企業Gojekの運転手

首都ジャカルタは2020年の調査で世界で3番目に渋滞が深刻な都市に選ばれた。2023年の調査では改善したものの、世界で30番目に渋滞が深刻な都市に選ばれており、ジャカルタ以外にもスラバヤ、デンパサールなどインドネシア国内の多くの都市で交通渋滞は社会問題となっている。
政府は対策として高速道路網の整備、MRT（ジャカルタ都市高速鉄道）、LRTの建設やバス路線であるトランスジャカルタの利用率を向上させる取り組みを行っている。

### 鉄道
鉄道網はジャワ島が最も充実しており、スマトラ島ないしスラウェシ島がこれに次ぐ。大ジャカルタ都市圏のKRLコミューターラインやジョグジャカルタのジョグジャカルタ線といった通勤路線が、都市間鉄道のネットワークを補っている。2010年代後半には、ジャカルタとパレンバンのあいだで初の地下鉄が開業した。地下鉄の建設計画は、他の複数の都市でも進行している。2023年には、ウーシュと呼ばれる高速鉄道がジャカルタとバンドンのあいだで開業した。高速鉄道の開業は東南アジアのみならず、南半球でも初めてのことであった。

### 航空
スカルノ・ハッタ国際空港は南半球で最も利用客の多い空港で、2023年には4900万人が利用した。バリ島のングラ・ライ国際空港、スラバヤのジュアンダ国際空港がそれぞれ国内第二・第三の空港となっている。ガルーダ航空は1949年以来、インドネシアのフラッグキャリアであり、世界的な航空連合であるスカイチームに加盟している。

## 科学技術

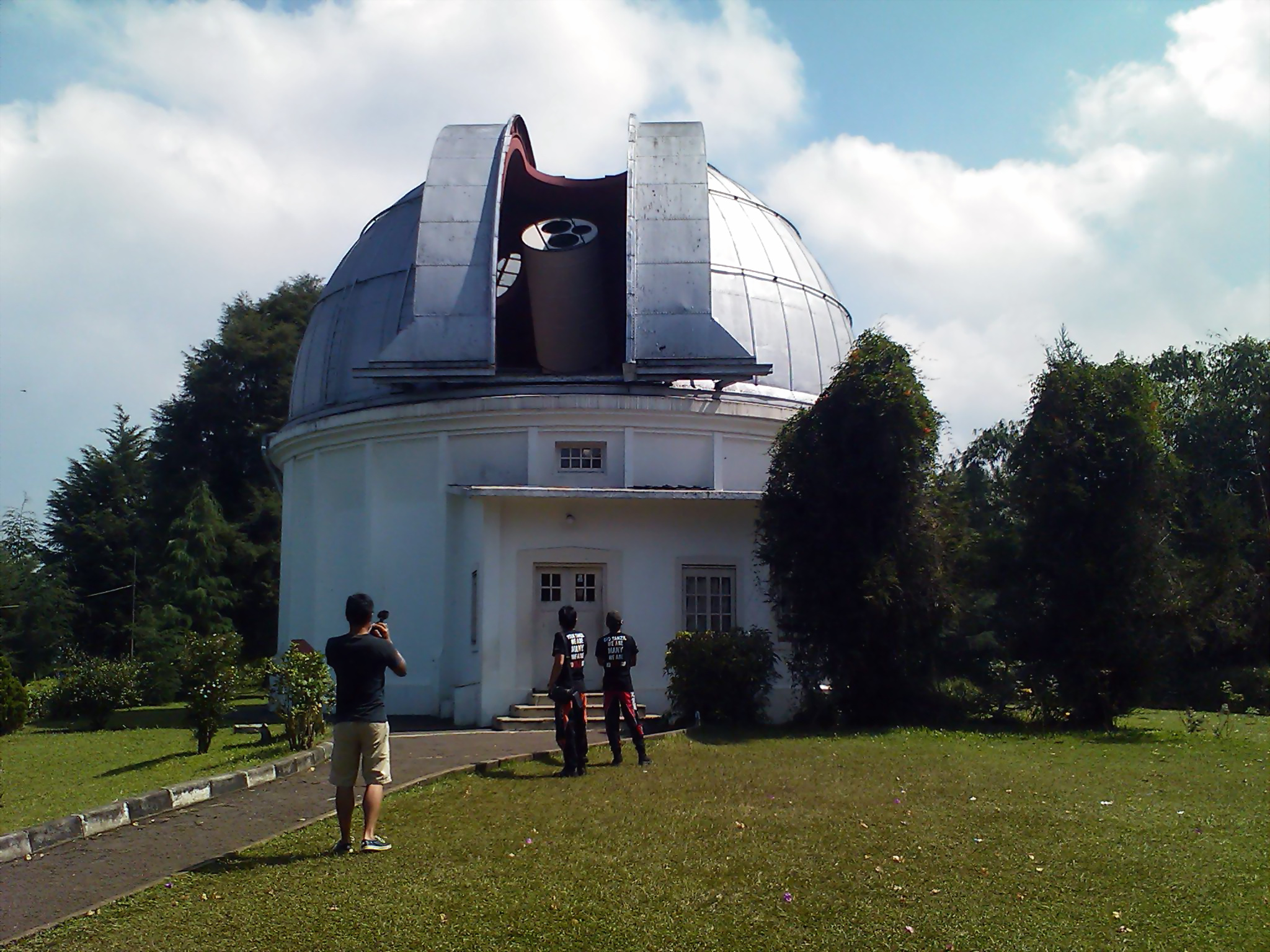
ボッシャ天文台
同施設はアジアにおける天文台の中で最古のものの1つに数え上げられており、1928年から開設されている近代的な天文台でもある。現在はバンドン工科大学によって運営されている。

インドネシアにおける科学技術の発展はウィドド政権以降、改革の対象の一つの側面となっている。同国において最も権威が高く、国際的にも有力な立ち位置となっている工科大学はバンドン工科大学（ITB）である。

## 国民

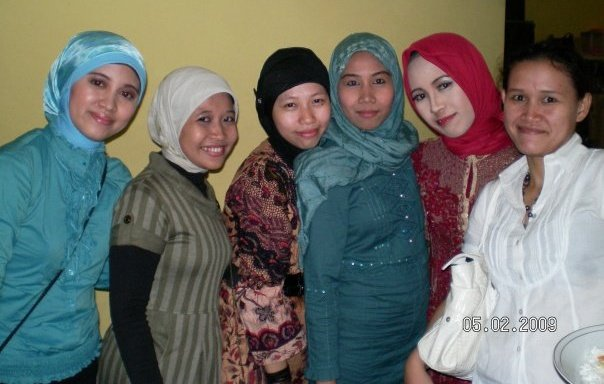
ヒジャブを着用するムスリムの女性たち

### 人口
インドネシアの2022年の総人口は2億7,200万人であり、中国、インド、アメリカに次ぐ世界第4位である。人口増加率は2010年時点で1.03%となっている。今後もインドネシアの人口は着実に増加すると見られており、2050年の推計人口は約3億人との予測。
全国民の半分以上がジャワ島に集中しているため、比較的人口の希薄なスマトラ島、ボルネオ島、スラウェシ島に住民を移住させる『トランスミグラシ』と呼ばれる人口移住政策を行ってきた。2019年には、ジョコ政権がジャワ島外への首都を移転する方針を閣議決定した。 ジョコ・ウィドド大統領は同年8月、自身のTwitterで首都の移転先をボルネオ島と発表した。

### 民族

インドネシアの民族

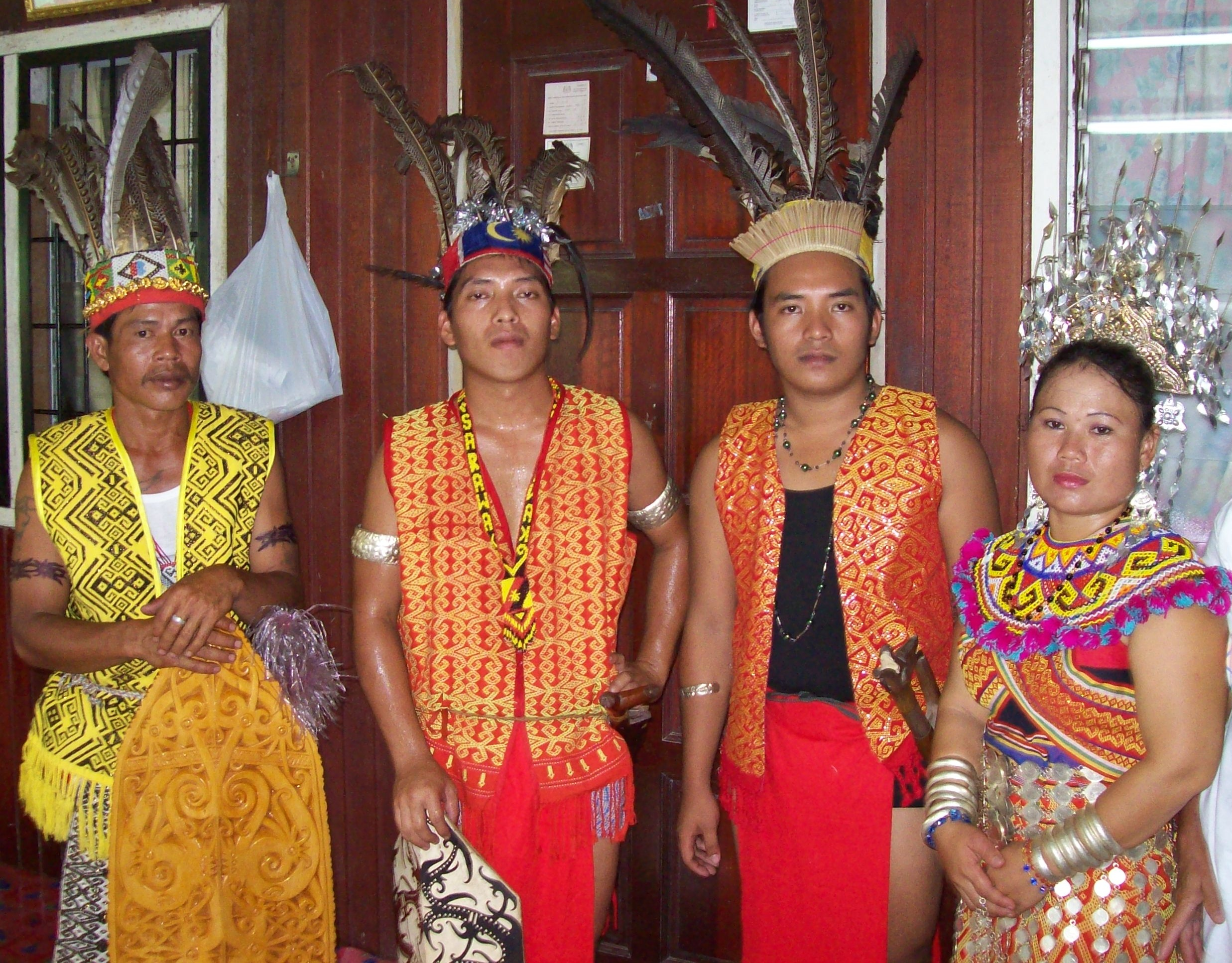
ダヤク人

大多数がオーストロネシア人で、彼らが直系の祖先であり、原オーストロネシア人と新オーストロネシア人の2種類に分けられる。原オーストロネシア人は、紀元前1500年ごろに渡来した。原オーストロネシア人は先住民よりも高度な文化を持っていた。原オーストロネシア人は後から来た新オーストロネシア人によって追われていくが、ダヤク人、トラジャ人、バタック人として子孫が生存している。新オーストロネシア人は、マレー人、ブギス人、ミナンカバウ人の祖先であり、紀元前500年ごろに渡来した。渡来時には青銅器製作の技術を獲得しており、数百年後には鉄器を使用し始める。彼らの使用した鉄器がベトナム北部のドンソン地方で大量に発見されていることから「ドンソン文化」と呼ばれる。
ほかに約300の民族がおり、住民の内、ジャワ人が45%、スンダ人が14%、マドゥラ人が7.5%、沿岸マレー人が7.5%、その他が26%、中国系が約5%となっている。
父系・母系を共に親族とみなす「双系社会」であり、姓がない人もいる（スカルノ、スハルトなど）。
なお、法務省の統計では、2014年末では30,000人超、2018年では55,000人超のインドネシア人が日本に在住している。

### 言語
公用語はインドネシア語であり、国語となっている。会話言語ではそれぞれの地域で語彙も文法規則も異なる583以上の言葉が日常生活で使われている。インドネシア語が国語と言っても、日常で話す人は多くて3,000万人程度である。国の人口比にすると意外と少ないが、国語になっているため第2言語として話せる人の数はかなり多い。また、首都ジャカルタへ出稼ぎに向かう人も多い為、地方の人でもインドネシア語は必須であり、話せないと出稼ぎにも影響が出てくる。
- インドネシア語識字率：88.5%（2003年）

インドネシア語、ジャワ語、バリ語などを含むオーストロネシア語族の他に、パプア諸語が使用される地域もある。

### 宗教
| インドネシアの宗教 | インドネシアの宗教 | インドネシアの宗教 | インドネシアの宗教 | インドネシアの宗教 |
| ------------------ | ------------------ | ------------------ | ------------------ | ------------------ |
| 宗教               |                    |                    | 割合(%)            |                    |
| イスラム教         | イスラム教         |                    | 87.2%              | 87.2%              |
| プロテスタント     | プロテスタント     |                    | 7%                 | 7%                 |
| カトリック         | カトリック         |                    | 2.9%               | 2.9%               |
| ヒンドゥー教       | ヒンドゥー教       |                    | 1.6%               | 1.6%               |
| 仏教               | 仏教               |                    | 0.72%              | 0.72%              |
| 儒教               | 儒教               |                    | 0.05%              | 0.05%              |
| その他             | その他             |                    | 0.5%               | 0.5%               |

憲法29条で信教の自由を保障している。パンチャシラでは唯一神への信仰を第一原則としているものの、これはイスラム教を国教として保護しているという意味ではない。2010年の政府統計によると、イスラム教が87.2%、プロテスタントが7%、カトリックが2.9%、ヒンドゥー教が1.6%、仏教が0.72%、儒教が0.05%、その他が0.5%となっている。イスラム教徒の人口は、1億7000万人を超え、世界最大のイスラム教徒（ムスリム）人口を抱える国家となっている（インドネシアは政府としては世俗主義を標榜しており、シャリーアによる統治を受け入れるイスラム国家ではない）。

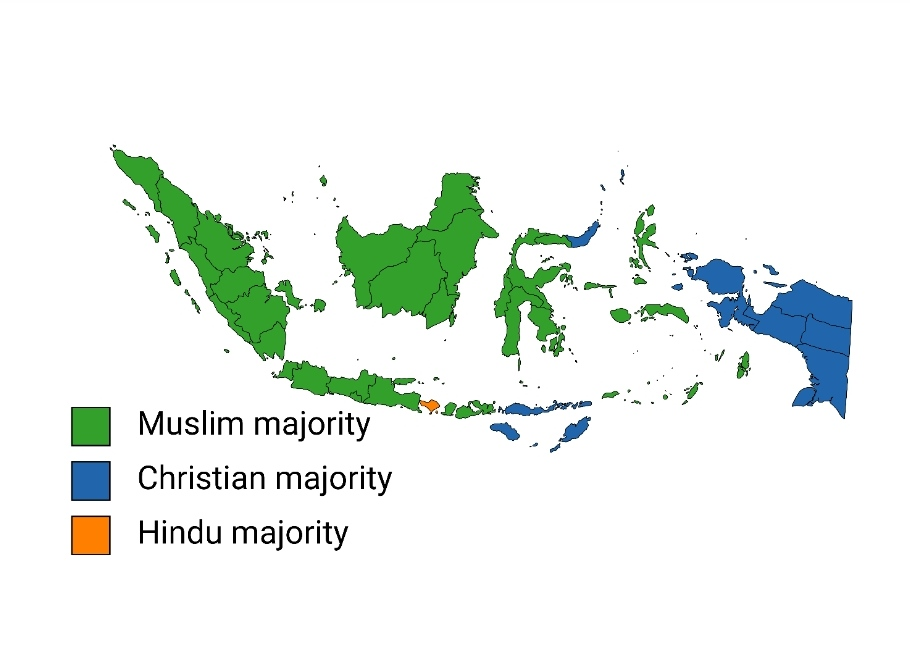
各地区で多数派を占める宗派。緑はイスラム教、青はキリスト教、橙はヒンドゥー教。

多民族国家であるため、言語と同様、宗教にも地理的な分布が存在する。バリ島ではヒンドゥー教が、スラウェシ島北部ではキリスト教（カトリック）が、東部諸島およびニューギニア島西部ではキリスト教（プロテスタント、その他）が優位にある。アチェ州では98%がイスラム教徒で、シャリーア（イスラム法）が法律として適用されている。
また、イスラム教はジャワ島やスマトラ島など人口集中地域に信者が多いため、国全体でのイスラム教徒比率は高いが、非イスラム教徒の民族や地域も実際には多い。カリマンタン島やスラウェシ島では、イスラム教徒と非イスラム教徒の割合が半々ほどである。また、東ヌサトゥンガラから東のマルク諸島、ニューギニア島などではイスラム教徒比率は一割程度である（それもジャワ島などからの移民の信者が大半である）。またイスラム教徒多数派地域であっても、都市部や、スンダ人、アチェ人地域のように比較的、厳格な信仰を持つものもあれば、ジャワ人地域のように、基層にヒンドゥー文化を強く残しているものもある。また書面上はイスラム教徒となっていても、実際にはシャーマニズムを信仰している民族も有る。
魔術師・呪術医と、精霊を含めた超自然的な力を信じる人や、「お化け」の存在を肯定するインドネシア人は多い。
なお、信仰の自由はあるといっても完全なものではなく、特に無神論は違法であり、公言をすると逮捕される可能性もある。

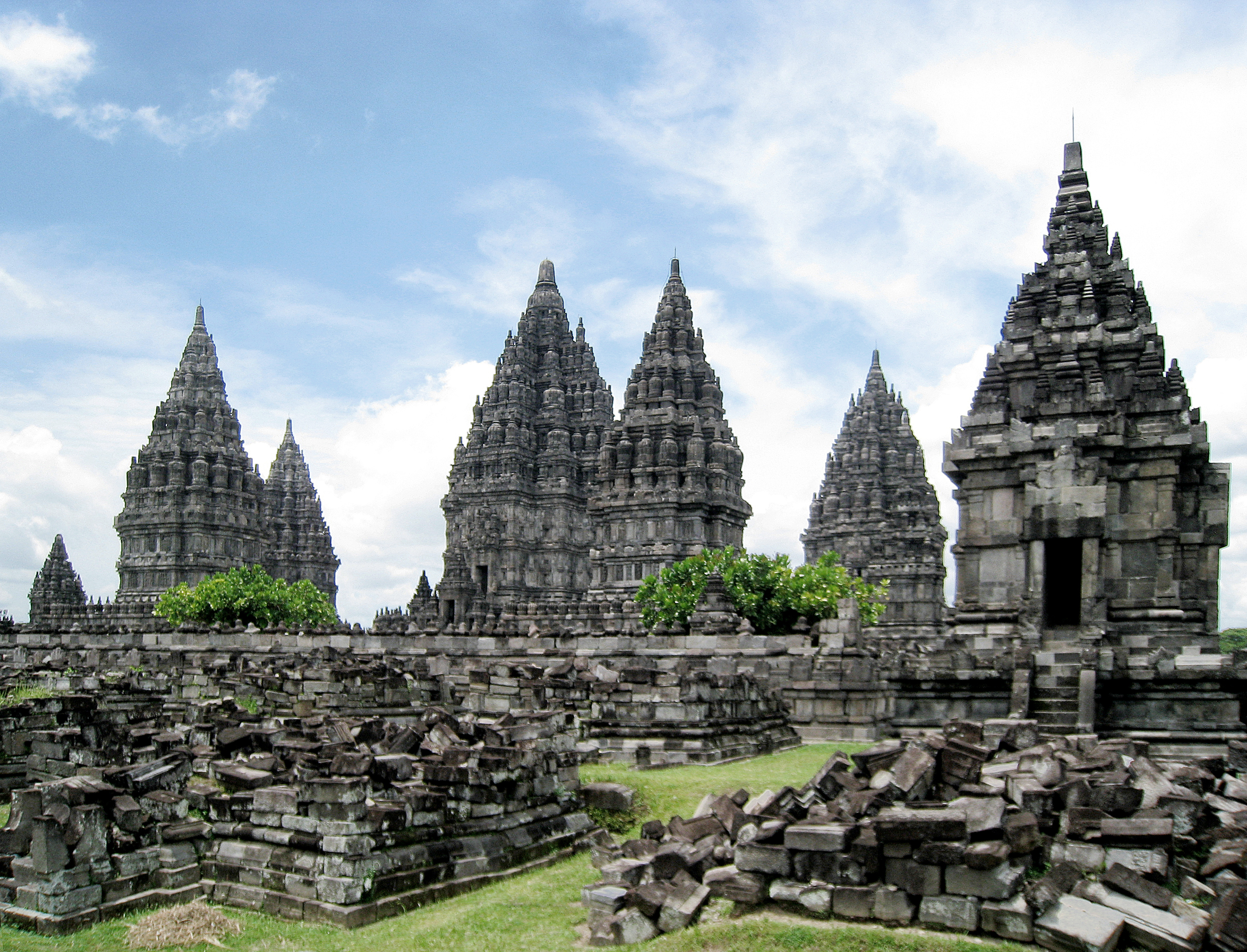
プランバナン寺院群（ヒンドゥー教, 世界遺産）
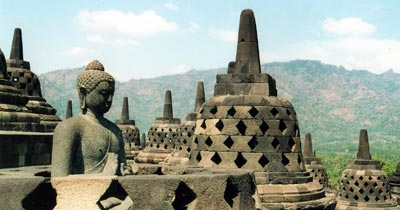
ボロブドゥール遺跡（上座部仏教, 世界遺産）

### 婚姻
夫婦別姓が基本。ただし通称として夫の姓を名乗ることも多い。男性側が改姓することも可能である。

### 教育
教育体系は、教育文化省が管轄する一般の学校（スコラ sekolah）と、少数であるが宗教省が管轄するイスラーム系のマドラサ (madrasah) の二本立てとなっている。いずれの場合も小学校・中学校・高校の6・3・3制であり、このうち小中学校の9年間については、1994年に義務教育にすると宣言され、さらに2013年には高校までの12年間に延長されたが、就学率は2018年で小学で93％、中学で79％、高校で36％である。スコラでもマドラサでも、一般科目と宗教科目を履修するが、力点の置き方は異なる。
大学をはじめとする高等教育機関も一般校とイスラーム専門校に分かれており、前者については1954年に各州に国立大学を設置することが決定された。以下は代表的な大学のリストである。

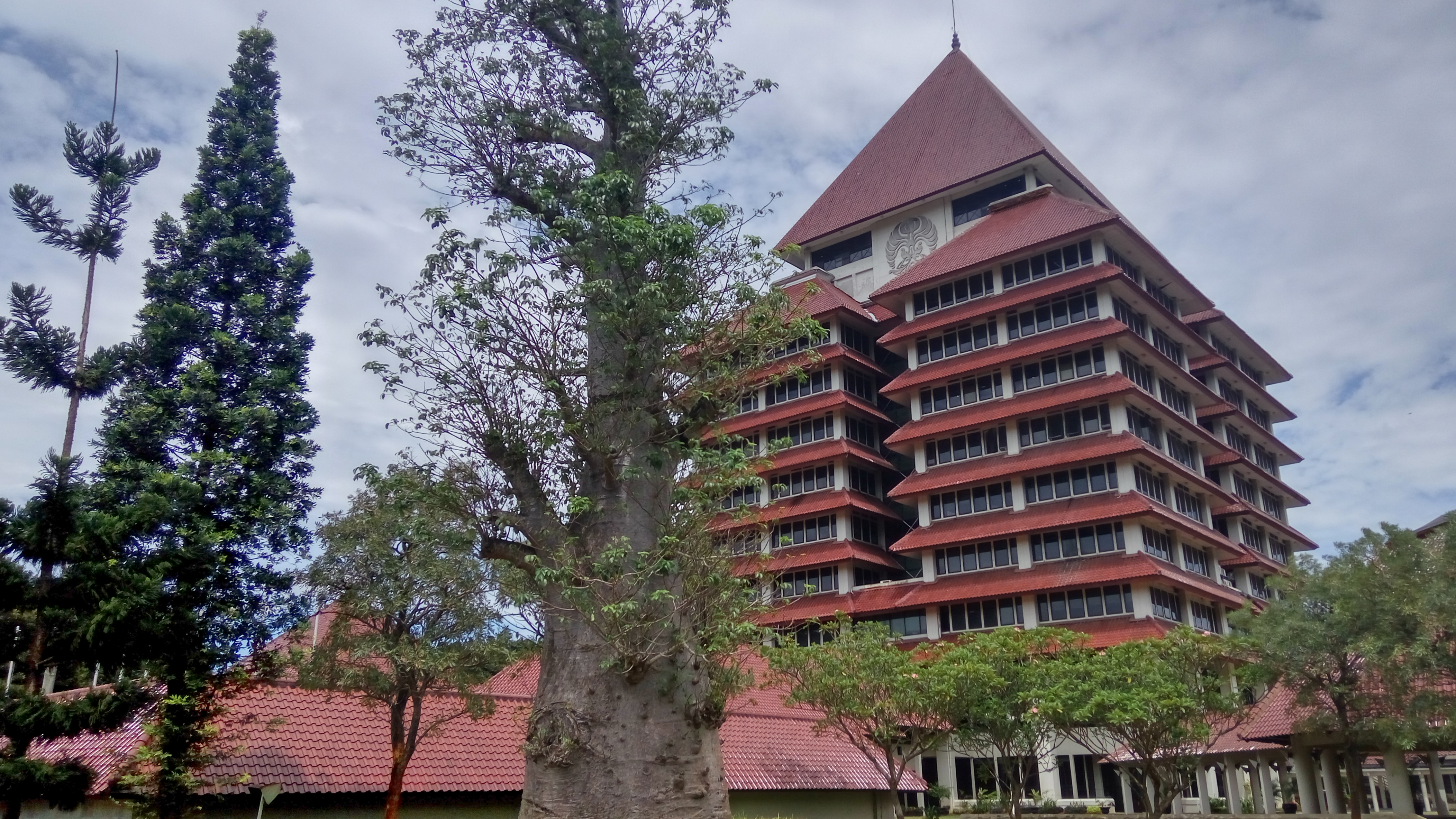
インドネシア大学

- インドネシア大学（UI）
- ガジャ・マダ大学（UGM）
- バンドン工科大学（ITB）
- パジャジャラン大学（英語版）（UNPAD）
- ボゴール農科大学（IPB）
- インドネシア教育大学（英語版）（UPI,旧IKIP）
- インドネシア国立芸術大学
- ウダヤナ大学（UNUD）
- マハサラスワティ大学
- トリサクティ大学
- スラバヤ工科大学
- セベラスマレット大学 (UNS)
- アイルランガ大学 (UNAIR)-スラバヤにある国立大学。
- ディポネゴロ大学 - 中部ジャワのスマランにある国立大学。
- ハサヌディン大学（UNHAS） - 南スラウェシ州都のマカッサル（旧名ウジュン・パンダン）にある国立大学。
- チャンドラワシ大学 - パプア州都のジャヤプラにある国立大学。
- ブラウィジャヤ大学 (UNIBRAW) - 東ジャワのマランにある国立大学。
- ランプン国立大学（英語版）（UNILA） - スマトラのランプン州にある国立大学。

米国CIAによる2011年の推計によれば、15歳以上の国民の識字率は92.8%（男性：95.6%、女性：90.1%）である。2010年の教育支出はGDPの3%だった。

### 保健

#### 医療
医療施設が26,000件を超えているが、それに反して医師が不足しており、人口1,000人辺りわずか0.4人ほどしか存在しない 。
インドネシアには2023年現在、約49万人が重い精神疾患を患っていると推定されている。そして少なからずの人が、鎖などで繋がれている。1977年、インドネシア政府は非人道的だとして拘束の禁止を通達したが、治療は未だに不十分で、その最大の原因は精神科医の不足である。同国の精神科医は1,200人余りで日本の1/10以下である。また専門病院が無い州もある。

## 社会

### 首都移転
2019年8月、ジョコ大統領は、首都ジャカルタをジャワ島からジャワ島外へと首都移転すると宣言した。新首都の最適候補地としてボルネオ島東岸は東カリマンタン州クタイカルタネガラ県と北プナジャムパスル県の両県にかかる地域であるバリクパパン近郊に首都をジャカルタより移転すると明らかにした。
新首都名はインドネシア語で群島を意味する「ヌサンタラ」とすることが、インドネシア議会で可決されたことを、スハルソ国家開発企画庁長官が2022年1月18日に明らかにした。民間調査機関の同年2月の世論調査では移転に反対する回答が半数超を占めた。その後も首都移転の動きは継続し、2024年11月19日にはジャカルタから首都としての地位を正式に削除し、特別行政区とする法案が国会で可決された。

### 独立運動
民族・宗教などの多様性や、過去のオランダやポルトガル、イギリスなどの分割統治の影響でいくつかの独立運動を抱えている。その一部には紛争へ発展したアチェ独立運動などもあった。
東ティモールは独立運動の末、国連の暫定統治を経て2002年に独立したが、パプア州（旧イリアン・ジャヤ州）において独立運動が展開されており、カリマンタン島では民族対立が、マルク諸島ではキリスト教徒とイスラム教徒の宗教対立が存在する。なお、アチェ独立運動は2004年のスマトラ島沖地震の後、2005年12月27日に終結している。

## 治安
金品を目的とした強盗、スリ、ひったくり、置き引き、車上荒らしなどの被害が多発しており、インターネットを通じての商品購入・売却を装った詐欺も確認されている。また、薬物犯罪も常態化しており、観光客が集まる繁華街の路上やナイトクラブなどの場所で、覚醒剤および大麻などの薬物を売りつけてくる売人が出没する事例が後を絶たない。
最近では、市内で銃器を安価に購入出来ることから銃器などを使用した凶悪犯罪も増えており、同国を訪れる際は一層の注意を払う必要が求められている。

### 法執行機関

#### 警察
国家警察(POLRI)が国土における治安維持の主力として機能している。

### 人権
Amnesty International、Human Rights Watch、および米国国務省による報告では、インドネシアで人権問題とされているのは、西ニューギニア地域への弾圧（多くの活動家が反逆罪として超法規的に処刑されたり拘束されている。）とその報道の自由（ジャーナリストの拘束と追放、諜報当局によるニュースサイトへの圧力）、宗教的（イスラム教が優先され審議中の刑法草案でもイスラム教冒涜罪が強化されている）、女性（性暴力防止法案、家事労働者保護法案など関連法案の審議が進まず2016年から保留状態）および性的少数派の扱い（LGBTを差別するポルノ法のもと、逮捕や解雇、一般人による暴力行為にさらされている）、性的および生殖的権利（同性性行為と婚外性交渉を禁止する刑法が草案されている）、障害者の権利（主に貧困家庭において心理的社会的障害者が劣悪な環境で監禁〜パスンされている。）、表現と結社の自由（現在でも集会は解散させられるが、審議中の刑法草案はLGBTの基本的権利を認めていない）。

### 障害者問題
パスンはインドネシア語で足かせを意味する。重度の精神疾患者が本人や他人に危害を加えないようにするための因習である。
治療手段を持たない貧困家庭で、木製のフレームに患者の脚や手、首に取り付けて拘束するために使用されている。
1977年に違法化されたが、インドネシア保険省の推計では国内の被害者は1万8000人、パスン被害者支援を行っているスリアニ協会によれば4万人とされる。
国内でもパスンは非人道的であると見なされているが、精神障害者に対する社会的ケアが未だ貧弱であるために現在も存在している。家族が貧困で治療を断念し、長期拘束後に刑務所へ入れることもある。

#### パスンへの対応
2012年、AtmaHusadaMahakam地域精神病院（RSJD）により東カリマンタンで20名がパスンから解放され病院に収容された。彼らには政府から無料で薬が提供される。こういった試みは政府の「パスンのないインドネシア  プログラム」に準じて各地で行われているが貧困にある当事者家族に取ってはパスンが唯一の対処法であり、またその存在を恥じているため隠そうとしていることが問題の解決を妨げている。
2013年6月、RSJDの発表によれば2011年から記録されたパスン被害者は254名で、年間では2012年の151人が最大（2011年が79人、2013年4月までが24人）だった。解消のためには家族に対する医学的治療への啓蒙が必要で、教育や知識の不足がこの人権侵害の要因であると述べている。
2014年までに「パスンのないインドネシア」とする宣言に向けて精神障害のある家族への支援が計画され、無料治療や束縛禁止を規制する精神保健法の整備がすすめられた。しかし国家の対策予算は40億ルピアに過ぎず解決は遠い。
2016年2月28日、政府は「2017年にインドネシアにパスンなし」を宣言目標とした。社会問題省（Kemensos）の記録では、現在5万7000人の被害者がいるとする。
2017年にも中央政府は引き続き「Indonesia Bebas Pasung　2019」宣言をし対応を行なった。社会問題省の記録では、特定された被害者4786人の内、1345人が未だ束縛状態にあるとした。一方、ベンクル州、西カリマンタン、東カリマンタン、バリ、東ヌサ・トゥンガラ、バベルでは宣言を達したとする。また被害者の特定と解放に加えて、今後は障害や精神保健に関する情報提供や患者が退院後に利用できる滞在施設を試行するとした。社会問題省はソーシャルワーカーによる住民への啓蒙活動によって、パスンを選択することなく適切な医学的社会的サービスにつながることを目指して活動している。
その後も政府は隔年ごとに宣言目標を発して地方予算を設定しているが、2021年現在でも東ジャワだけで未だ1万2000人の被害者が推定されている。

## マスコミ

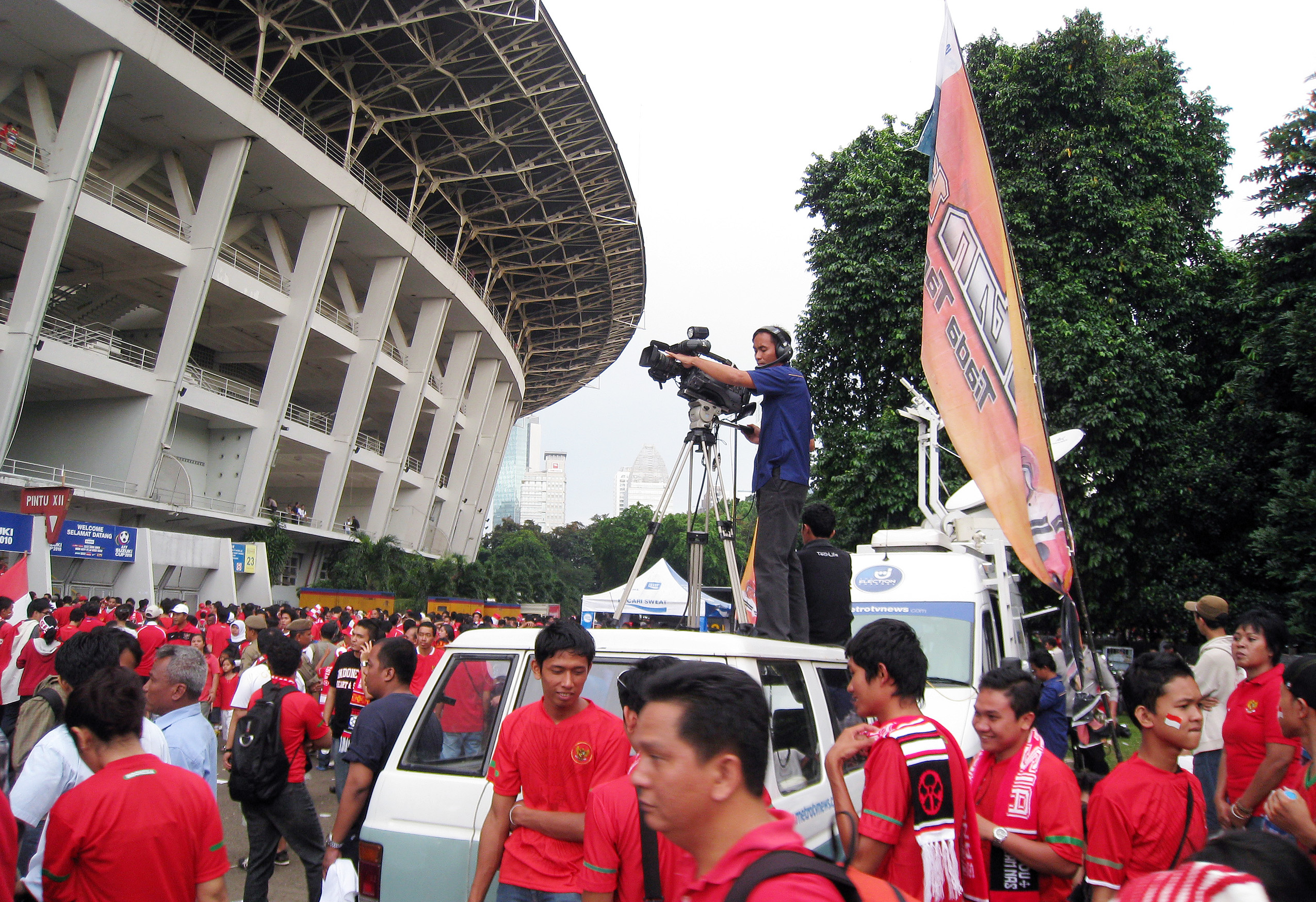
ゲロラ・ブン・カルノ・スタジアムから2010 AFFスズキカップの模様を中継するメトロTVの取材チーム

かつては情報省が国内メディアを監視・統制し、外国メディアの活動をも制限していたが、スハルトの新秩序体制の崩壊後は大幅に報道の自由が改善した。テレビは1962年から1989年まで、公共放送TVRIの独占状況が続いたが、今日では複数の全国規模の民放や地方局の競争が成立している。21世紀はじめまでに、各村落にテレビ信号を送れるまでに通信事情も向上し、国民は最大11のチャンネルを視聴できるようになった。印刷メディアの数も、1998年以降劇的に増加した。

## 文化

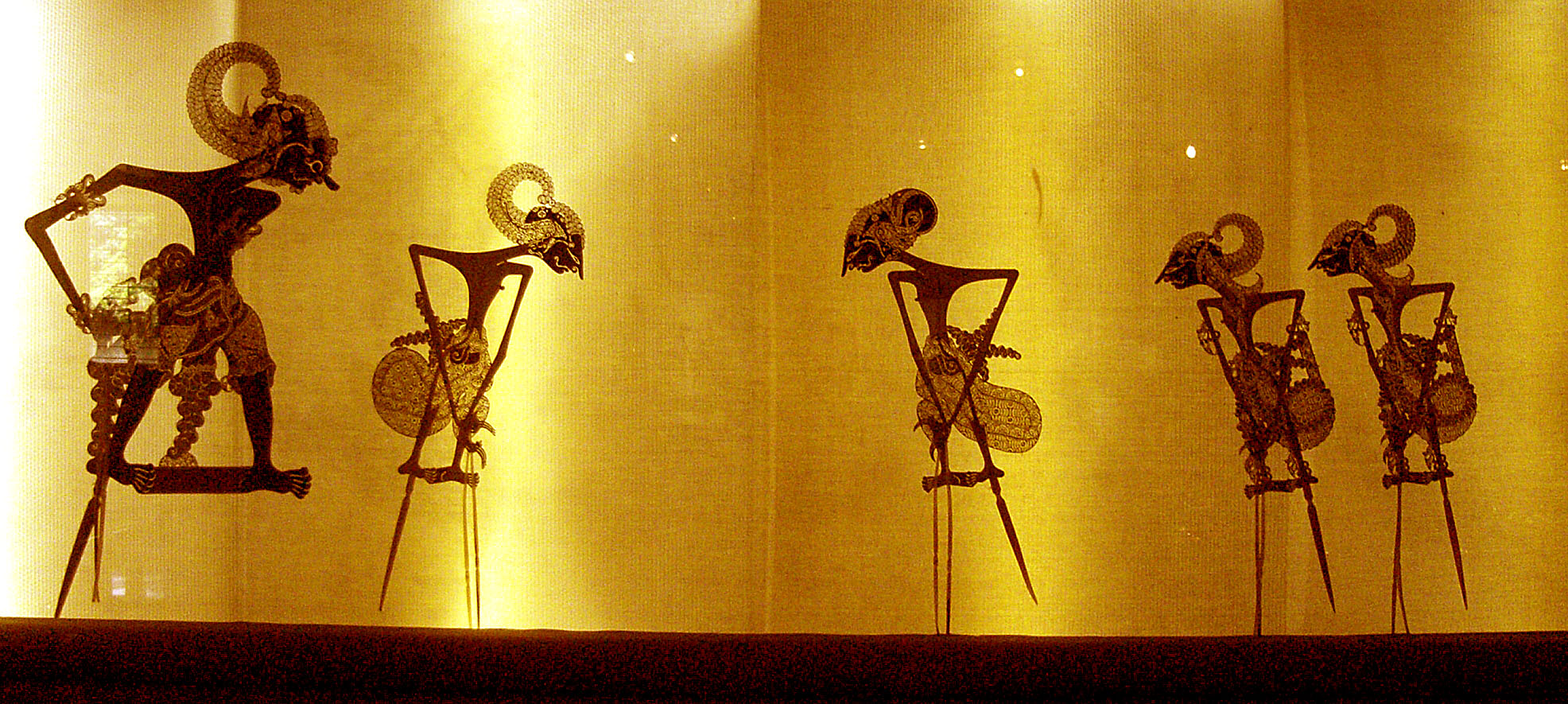
ワヤン・クリはジャワ島やバリ島で行われる、人形を用いた伝統的な影絵芝居である。

宗教・文化は島ごとに特色を持ち、日本ではバリ島のガムランなどのインドネシアの音楽や舞踊が知られる。またワヤン・クリと呼ばれる影絵芝居や、バティックと呼ばれるろうけつ染めも有名である。
高温多湿な気候と丹念に洗濯する国民性のため、洗濯機は全自動式ではなく洗濯板が付いた二槽式が主流とされる。

### 伝統薬
多彩な香辛料や蜂蜜などを調合した「ジャムウ」と呼ばれる伝統薬が広く生産・販売されている。

### 文学
インドネシア文学をインドネシア語、またはその前身であるムラユ語で、インドネシア人によって書かれた文学作品のことであると限定するならば、それは民族主義運動期に生まれたと言える。1908年、オランダ領東インド政府内に設立された出版局（バライ・プスタカ）は、インドネシア人作家の作品を出版し、アブドゥル・ムイスの『西洋かぶれ』（1928年）など、インドネシアで最初の近代小説といわれる作品群を出版した。
また、インドネシア人によるインドネシア語の定期刊行物としては、1907年にバンドンでティルトアディスルヨが刊行した『メダン・プリヤイ』が最初のもので、その後、インドネシア語での日刊紙、週刊誌、月刊誌の刊行は、1925年には200点、1938年には400点を超えていた。
20世紀の著名な文学者としては、『人間の大地』（1980年）、『すべての民族の子』などの大河小説で国際的に評価されるプラムディヤ・アナンタ・トゥールの名を挙げることができる。
以下、代表的な作家・詩人・文学者を挙げる。
- プラムディヤ・アナンタ・トゥール
- モフタル・ルビス
- ハイリル・アンワル
- セノ・グミラ・アジダルマ
- グナワン・モハマド
- Y.B.マングンウイジャヤ
- ユディスティラ・ANM・マサルディ
- プトゥ ウィジャヤ
- アイプ・ロシディ
- ヤティ・マルヤティ・ウィハルジャ

### 映画

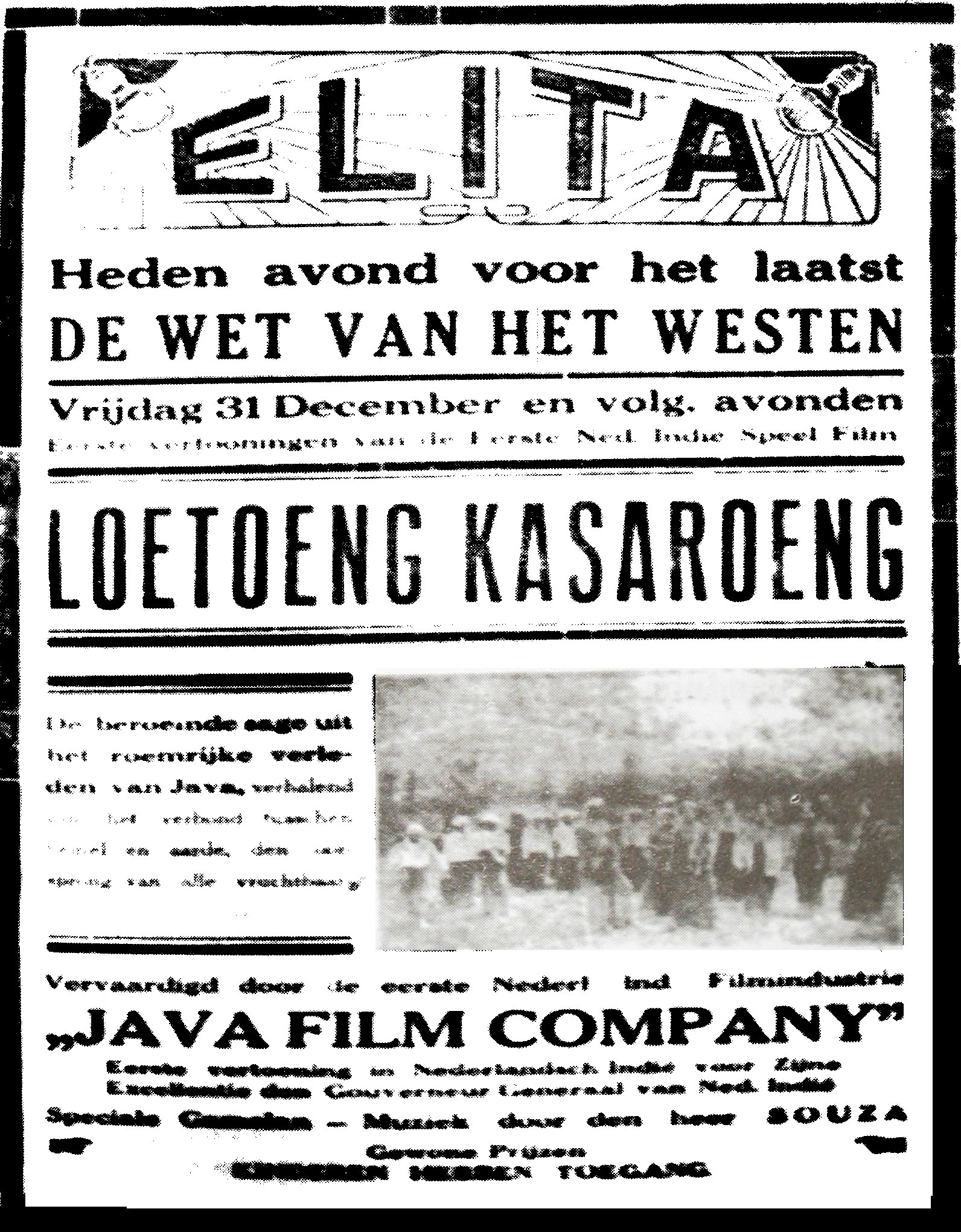
オランダ領東インドではじめて制作されたフィクション映画 Loetoeng Kasaroeng（1926年）のチラシ

インドネシア初の映画は1926年公開のサイレント映画 Loetoeng Kasaroeng で、オランダ人のL・ホイフェルドルプが監督した。独立後は映画産業が活況を呈し、1949年に6本だった年間の映画制作数は、1955年までに58本に増加した。1950年代から1960年代に大きな足跡を残したウスマル・イスマイルは、インドネシア映画の草分けとされる。スカルノ時代後期になると、映画もナショナリズムと反西洋のプロパガンダに利用され、外国映画は次第に上映禁止となった。スハルトの新体制時代にも、社会秩序を維持する目的で検閲が行われた。映画の制作は1980年代にピークに達し、続く10年間で急速に縮小した。著名な作品として Pengabdi Setan（1980年）、Nagabonar（1987年）、Tjoet Nja' Dhien（1988年）、Catatan Si Boy（1989年）などのほか、ワルコップ一座のコメディ映画が挙げられる。
1998年以降になると、宗教、人種、恋愛など、従来禁止されていたトピックを取り上げる自主映画が興隆した。2000年から2005年にかけて、制作本数は着実に増加した。リリ・リザとミラ・レスマナは新世代の映画監督で、これまでにKuldesak（1999年）、Petualangan Sherina（2000年）、Ada Apa dengan Cinta?（2002年）、Laskar Pelangi（2008年）といった作品を共同で監督した。2022年には KKN di Desa Penari が国内で920万人を動員する大ヒットとなり、最もよく見られたインドネシア映画となった。インドネシア映画祭は1955年の開始以来、1992年から2004年の中断をはさんで続いており、シトラ賞などが授与される。

### 被服

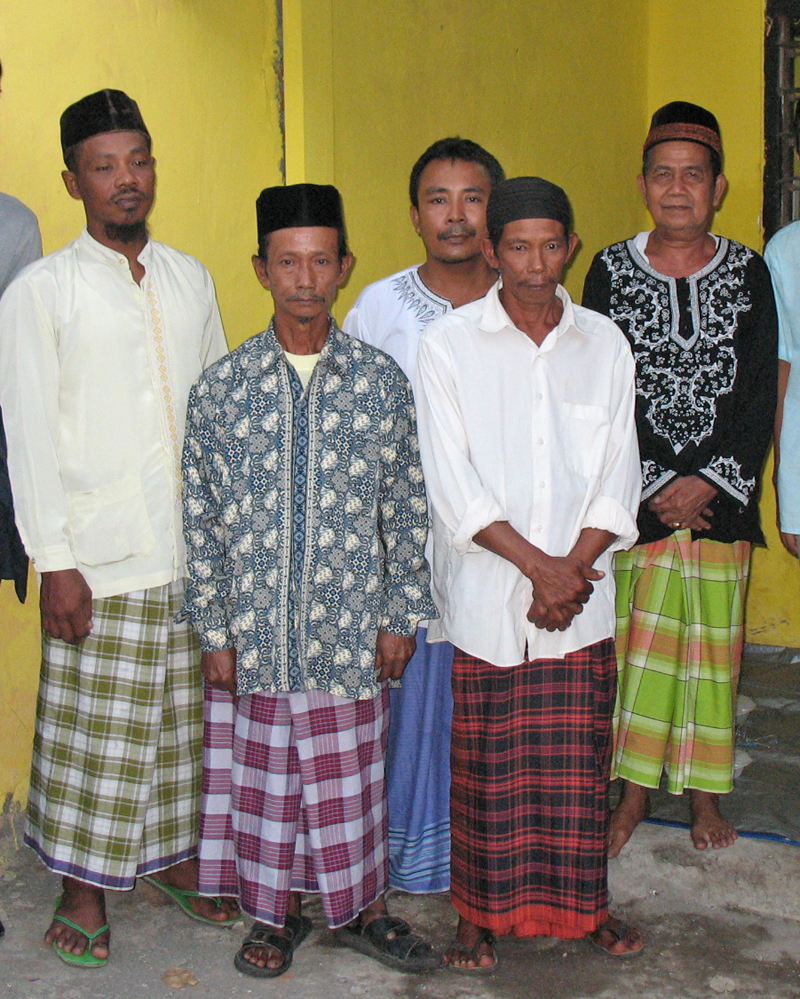
伝統的な衣服を纏ったインドネシアの男性たち

古くから豊かな文化が育ってきたインドネシアには、衣服の様式もさまざまなものがある。ジャワ人のバティックやケバヤがインドネシアの民族衣装としてもっとも知られているが、スンダ人やバリ人も同様の装いをする。このほか、北スマトラ州のバタック人のウロス、スマトラ島のマレー人やミナンカバウ人のソンケット、ロンボク島のササク人のイカットなど、各地域に特有の民族衣装がある。伝統的な結婚式やフォーマルな儀礼の場では民族衣装が着用される。

### 建築
ルマーアダットと呼ばれる、ヴァナキュラー建築様式で建てられた伝統的な家屋が存在する。

### 世界遺産
ユネスコの世界遺産リストに登録された文化遺産が4件、自然遺産が4件存在する。

### 祝祭日
| 日付     | 日本語表記               | 現地語表記                       | 備考     |
| -------- | ------------------------ | -------------------------------- | -------- |
| 1月1日   | 元日                     | Tahun Baru Masehi                |          |
|          | 中国正月                 | Tahun Baru Imlek                 | 移動祝日 |
|          | 犠牲祭                   | Idul Adha                        | 移動祝日 |
|          | ヒジュラ正月             | Tahun Baru Hijriyah              | 移動祝日 |
|          | ニュピ（ヒンドゥー正月） | Hari Raya Nyepi                  | 移動祝日 |
|          | 聖金曜日                 | Wafat Isa Al-Masih               | 移動祝日 |
|          | キリスト昇天祭           | Kenaikan Isa Al-Masih            | 移動祝日 |
|          | ムハンマド聖誕祭         | Maulid Nabi Muhammad SAW         | 移動祝日 |
|          | 仏教大祭                 | Hari Raya Waisak                 | 移動祝日 |
| 6月1日   | パンチャシラの日         | Hari Lahir Pancasila             |          |
| 8月17日  | 独立記念日               | Hari Proklamasi Kemerdekaan R.I. |          |
|          | ムハンマド昇天祭         | Isra Mi`raj Nabi Muhammad SAW    | 移動祝日 |
|          | 断食明け大祭             | Idul Fitri                       | 移動祝日 |
| 12月25日 | クリスマス               | Hari Natal                       |          |

### スポーツ
インドネシア国内では、サッカーが圧倒的に1番人気のスポーツとなっている。ボクシングでは、元WBA世界フェザー級スーパー王者のクリス・ジョンを輩出した。バドミントンはアジア屈指の強豪国であり、オリンピックで獲得したメダルの半数以上がバドミントン競技である。
サッカー
インドネシアサッカー協会（PSSI）によって構成されるサッカーインドネシア代表は、FIFAワールドカップには1938年大会でオランダ領東インド代表として出場を果たしている。AFCアジアカップには5度出場しており、2023年大会ではベスト16の成績を収めた。東南アジアサッカー選手権では、これまで6度の準優勝に輝いている。
国内プロリーグとしては、2017年に『リーガ1』が開始された。スポンサーシップの関係からBRI リーガ1としても知られる。2023年2月、インテル・ミラノの元オーナーであるエリック・トヒルが協会の会長に就任した。

## 象徴

### 国獣

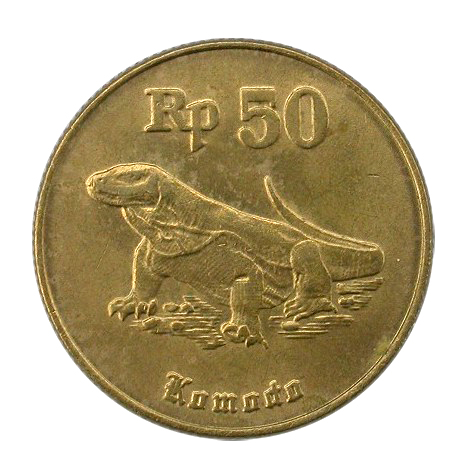
コモドオオトカゲはインドネシアの50ルピア硬貨にも描かれており、国獣としての認識が非常に強いことが覗える。

インドネシアの国獣はコモドオオトカゲである 。

### 国鳥
同国の国鳥はジャワクマタカである。

### 国魚
同国の国魚はアジアアロワナである。

### 国花
ラフレシアは同国を代表する国花の一つである。

### 国石
インドネシアの国石はダイヤモンドである。現地では「バトゥ・インタン」（Batu Intan）と呼ばれている。